# ビール

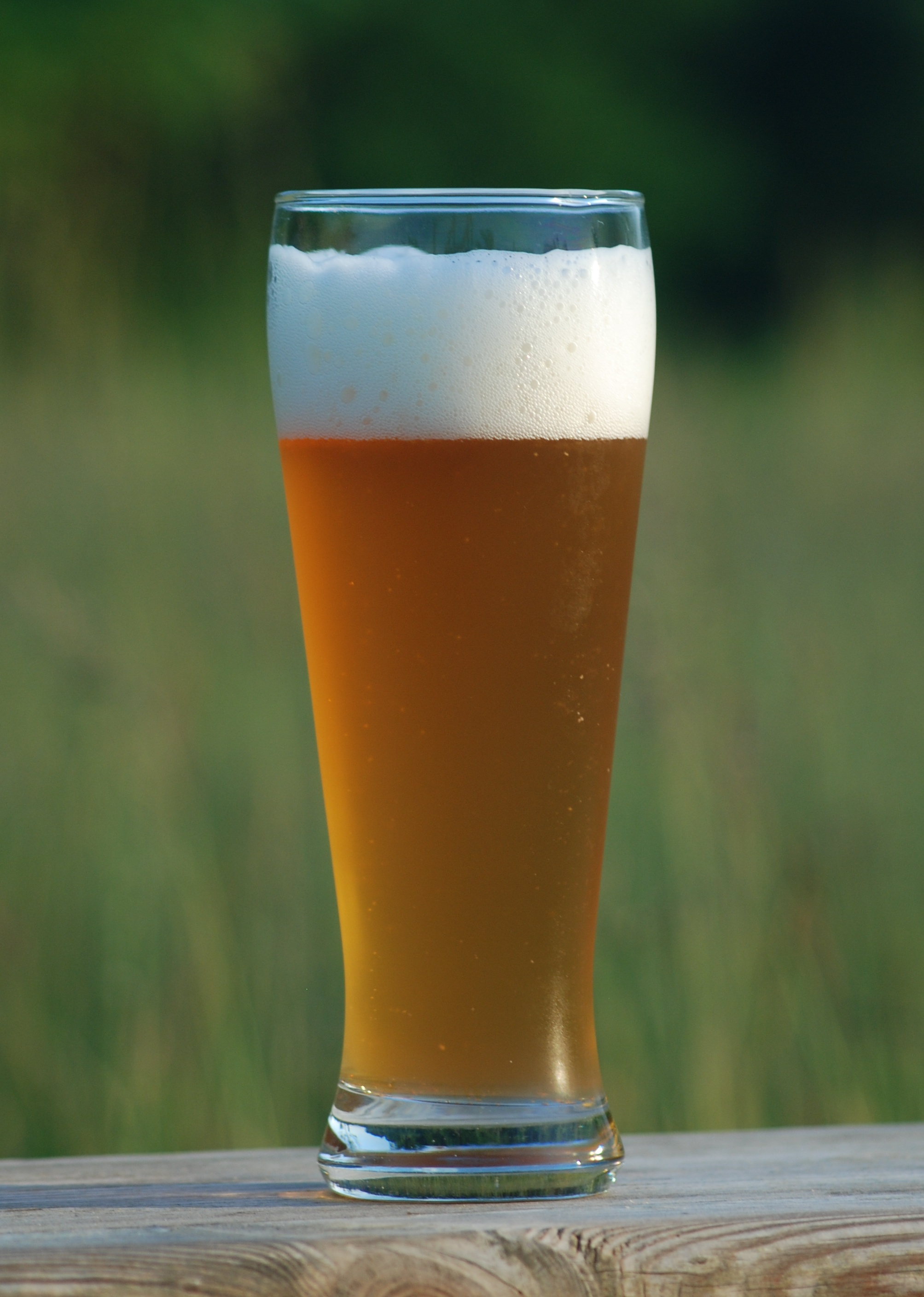
グラスに注がれたビール

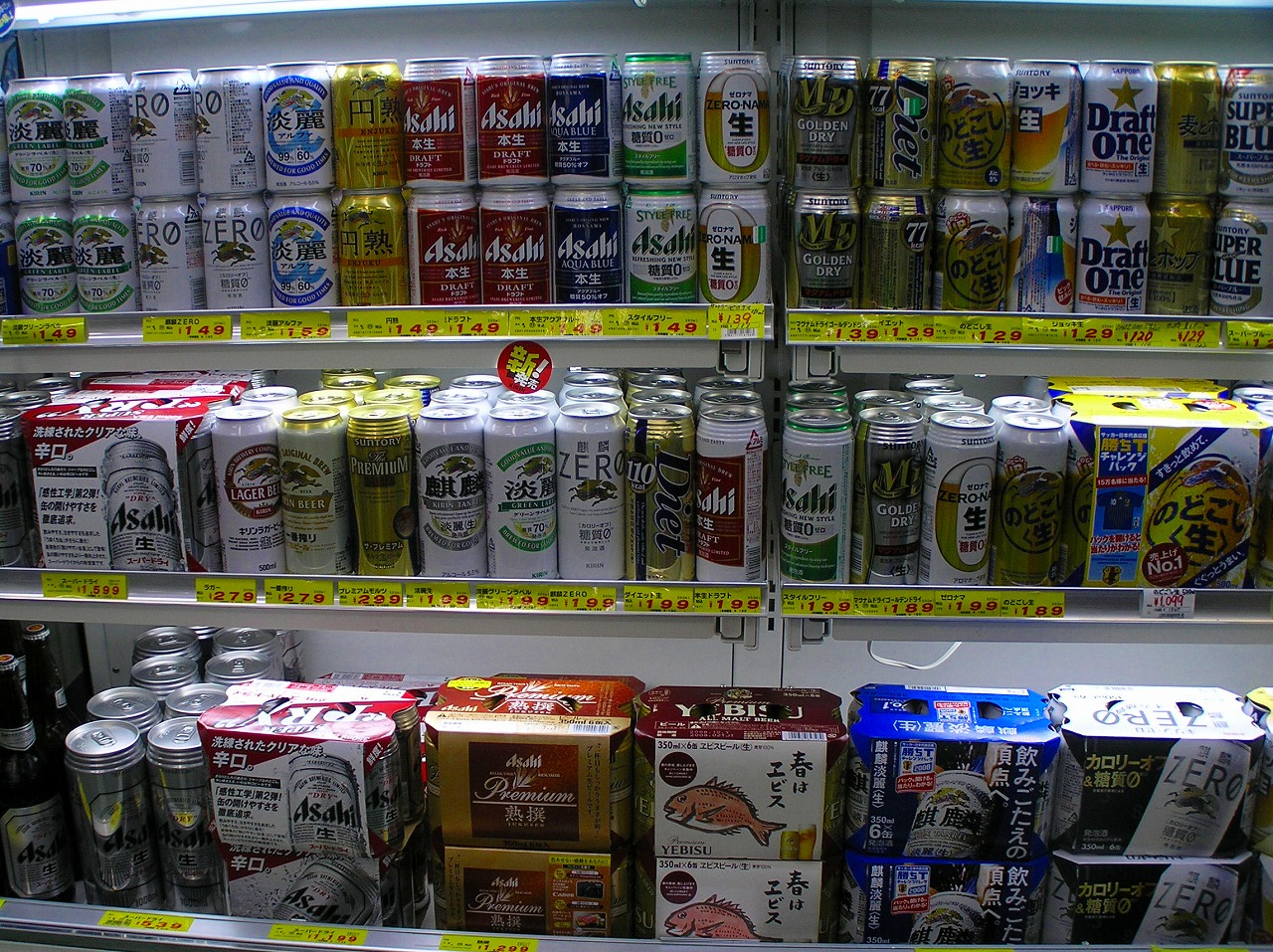
日本の缶ビール

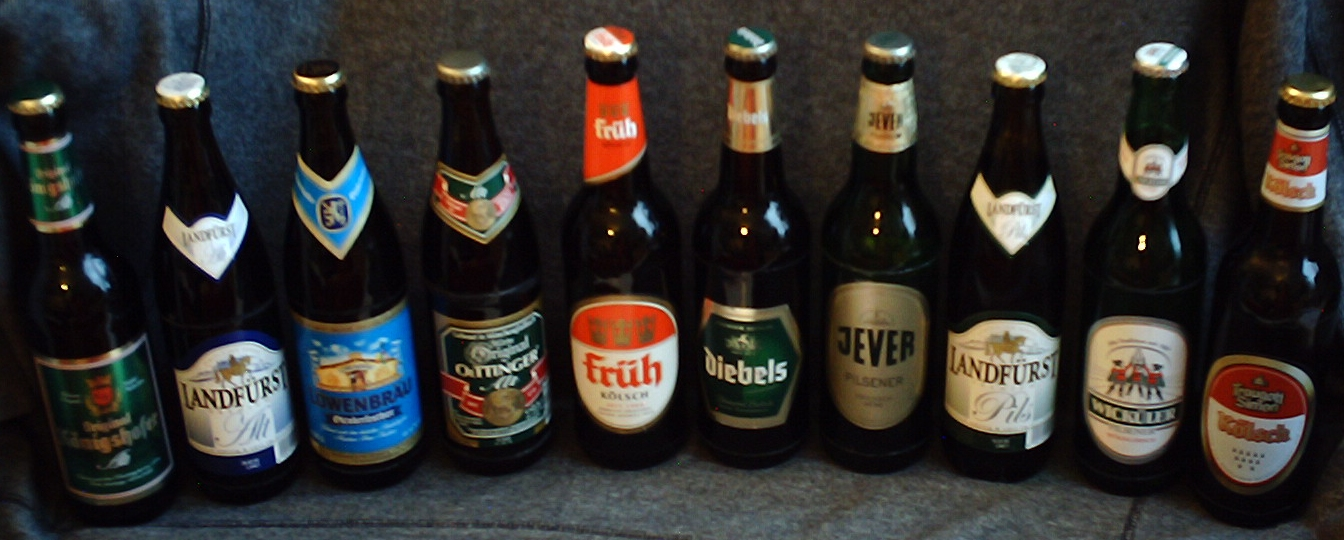
ドイツの瓶ビール

ビール（オランダ語: Bier）は、酒の一種。様々な作り方があるが、主に大麦を発芽させた麦芽（デンプンがアミラーゼという酵素で糖化している）を、ビール酵母によりアルコール発酵させて作る製法が一般的である。
現在は炭酸の清涼感とホップの苦味を特徴とするラガー、特にピルスナーが主流となっているが、ラガーはビールの歴史の中では比較的新参であり、ラガー以外にもエールなどの様々な種類のビールが世界各地で飲まれている。
日本語の漢字では麦酒（ばくしゅ）とも表記される。

## 名称
各国語における名称や語源は以下の通り。
- 英語: beer（ 音声 「ビア」）と、ale（ 音声 「エール」）の2種類の言葉があり、エールの方が古い
  - ale 系
インド・ヨーロッパ祖語の、alu-（「酔う」「魔術的な」など）から来ている[2]。
    - ゲルマン祖語：*alu
    - エストニア語: olu
    - デンマーク語: øl（ 音声）
    - ノルウェー語: øl
    - スウェーデン語: öl（ 音声）

  - beer 系
    - ラテン語: bibere（飲む、動詞）が起源

古英語ではビアとエールは違い、ビアは今のシードル（林檎酒）だったとする説もある
ノルマン・コンクエストの後、一時 “beer” は無くなるが、麦芽飲料を指す呼称としてすぐに復活する。
    - オランダ語: bier（ 音声）
    - ドイツ語: Bier（ 音声）
    - フランス語: bière（ 音声）
    - イタリア語: birra（ 音声）
- スペイン語、ポルトガル語では、ラテン語: cervisia（ケレースの力）から派生。
  - スペイン語: cerveza
  - ポルトガル語: cerveja
- スラヴ語派諸国では、スラヴ祖語: *pivo の派生系を使う。
  - ロシア語: пи́во（ 音声）
  - セルビア語: пи̑во
  - ポーランド語: piwo（ 音声）
- 語族の異なる言語での名称
  - 日本語: ビール（オランダ語の bier からの借用語）、麦酒（ばくしゅ、中国語の漢字を使った意訳語）
  - 中国語: 啤酒（píjiǔ  音声。おそらくドイツ語の Bier からの借用と中国語「酒」の合成）
  - 台湾語: 麥仔酒（be̍h-á-chiú。おそらく英語の beer からの音の借用と中国語「麦」と接尾辞「仔」の当て字、名詞「酒」との合成）、Bih-luh（日本語ビールからの借用語、オランダ語の bier からの再借用語
  - 韓国語: 맥주（maekju / メクチュ。麦酒をハングル表記したもの）
  - フィンランド語: olut（ゲルマン祖語: *alu もしくはバルト語からの借用語）
  - ハンガリー語: sör（ 音声。おそらくチュルク諸語からの借用語）

## 歴史
科学的方法で確認された最初の大麦ビールの痕跡は、現代のイランにあって紀元前5千年紀までさかのぼるとされる。そして紀元前3千五百年紀頃のものがゴディン・テペ (Godin Tepe) 遺跡で確認され、それが古代エジプトとメソポタミアの歴史書に記録され、世界中に広まったとされる。シュメール人は大麦やエンマーコムギから作っており、黒ビール、褐色ビール、強精ビールなどの種類があり、神々に捧げられるほか人々にも再配分された。シュメール王朝ではビールは「液体のパン」と呼ばれていた。ちなみにシュメール人はワインの製法も開発している。古代エジプトにおいては、それより下った紀元前3千年紀の資料からビールの痕跡が確認されており、小麦の原産地が西アジアであることからメソポタミアからビールの製法が伝わったとする説となっている。エジプト南部のヒエラコンポリス遺跡で出土したビール工房は紀元前3600年頃と推測されている。アジア東部では、中国において、大麦・キビ・アワ・ジュズダマなどを原料に用いた、5000年前のビール醸造の痕跡が見つかっている。ビールが初めて作られたのは約1万3000年前、現在のイスラエルのハイファ付近とみられている。
当時のビールは、濾過されていないため、紀元前5～4世紀のイランやイラクでは、先端にフィルターを付けて固形物が入り込まないようにした「ビールストロー」が存在したとされる。
これらのメソポタミアや古代エジプトのビールの製法については2つ仮説がある。一つは麦芽を乾燥させて粉末にしたものを、水で練って焼き、一種のパンにしてからこれを水に浸してふやかし、麦芽の酵素で糖化を進行させてアルコール発酵させたものであった。大麦はそのままでは小麦のように製粉することは難しいが、いったん麦芽にしてから乾燥させると砕けやすくなり、また消化もよくなる。つまり、ビールは元来、製粉が難しくて消化のよくない大麦を消化のよい麦芽パンにする技術から派生して誕生したものと考えられている。穀類を豊富に産したメソポタミアや古代エジプトでは、こうした背景を持つビールはパンから派生した、食物に非常に近い日常飲料であった。シュメールにはビールと醸造を司るニンカシという女神がおり、その讃歌にはビールパン、ナツメヤシ、蜂蜜を使ってビールを醸造する方法の記載がある。また、古代エジプトのパピルス文書には、王墓建設の職人たちへの配給食糧として、ビールが記録されている。焼いてから時間の経った固いパンを液体でふやかすという発想は、ヨーロッパのスープの原型となった、だし汁でふやかしたパンとも共通し、ふやかしたパンの料理という共通系譜上の食物ともいえる。現代でも、パン生地にビールを混ぜて作るビールパンが作られている。
もう一つの製法は、現在のビールに通じる製法であり、エンマー小麦を原料に、発芽させた麦（麦芽）と煮て柔らかくした麦をあわせて酵母を添加して発酵させ漉したものである。どちらも場合によっては糖分や風味を添加する目的でナツメヤシを加えることもあった。また、エジプトに伝来したビールは気候条件により腐敗しやすかったため、ルピナスを添加して保存加工されていた。これはバビロニアのビールでも同様に様々な薬草を加えることがあったと言う。その中にはホップも含まれたと考えられている。バビロニアの『ハンムラビ法典』にはビールに関する取り締まり規則や罰則の記載があり、一例として「ビールを水で薄めて販売した者は、水の中に投げ込まれる（溺死刑）」とある。
一方、麦芽の酵素によって大麦のデンプンを糖化させ、その糖液をアルコール発酵させるというビール製造の核心技術は、北方のケルト人やゲルマン人にも伝播した。彼らの間では大麦麦芽をいったんパンにしてからビールを醸造するという形をとらず、麦芽の粉末をそのまま湯に浸して糖化、アルコール発酵させる醸造法が行われた。また日常の食物の派生形であった古代オリエントのビールと異なり、これらヨーロッパ北方種族のビールは、穀物の収穫祭に際してハレの行事の特別な飲料として醸造が行われる傾向が強かった。
古代ローマにはエジプトから伝えられたものがジトゥム（zythum）、北方のケルト人経由で伝わったものがケルウィーシア (cervisia) と呼ばれたが、ワインが盛んだったために蔑視され流布しなかった。ローマ人や古代ギリシア人の間では、大麦は砕いて粗挽きにしたものを粥にして常食していた。また現在はアルコール飲料であるワインも、当時は糖分があまりアルコールに転化されておらず、非常に甘い飲み物であった。固いパンを食べやすくするブドウのジュースを濃縮し長期保存できる形にした日常の食卓の飲料、硬水を飲みやすくするために水に加える飲料としての性格が強く、酔うためにそのまま飲むのは不作法とされ、水で割って飲むのが文明人の作法とされていた。それだけに、祝祭に際して醸造したビールを痛飲して酔う北方種族の習俗を、自らを文明人と自認する古代ローマ人、古代ギリシア人は軽蔑していた。古代ローマの時代には市民の主食は小麦であり、大麦は家畜の飼料用として栽培され、十分の一刑に処された者や剣闘士以外は口にすることは無く、大麦を口にすること自体が野蛮人とされていた。しかし、ゲルマン人主導のフランク王国が成立するとヨーロッパ全土でビールの醸造が盛んになり、ビール文化はヨーロッパに根付いた。一方で非常に甘い飲み物であったワインも、今日の製法と近くなり、ほとんど甘くないアルコール度数の高い飲料となった。そのためビールとの関係は逆転し、アルコール度数がより低いビールは、子供にもあった飲み物であると考えられていた。キリスト教が広まると修道院は自給と巡礼者にふるまうためのビールを醸造し、技術の発展にも大きな役割を果たした。その中で発酵を安定させるなどの目的で様々なハーブ類を調合したグルートを添加されるようになった。グルートは領主によって管理され、醸造業者は領主から購入しなければならなかった。このため中世ヨーロッパで用いられたグルートの原料、配合比率、製法は現在に伝わっていない。
11世紀頃、ドイツのルプレヒトベルク女子修道院のヒルデガルト・フォン・ビンゲン修道院長がグルートに代わってホップを用いたことを自著に記している。ホップには独特のさわやかな風味と雑菌抑制効果があり、15世紀頃にはドイツのビール醸造で主流となった。他の国でも次第にホップが主流となり、かつては使用を禁止していたイギリスでも17世紀頃にはホップによる醸造が一般的となった。

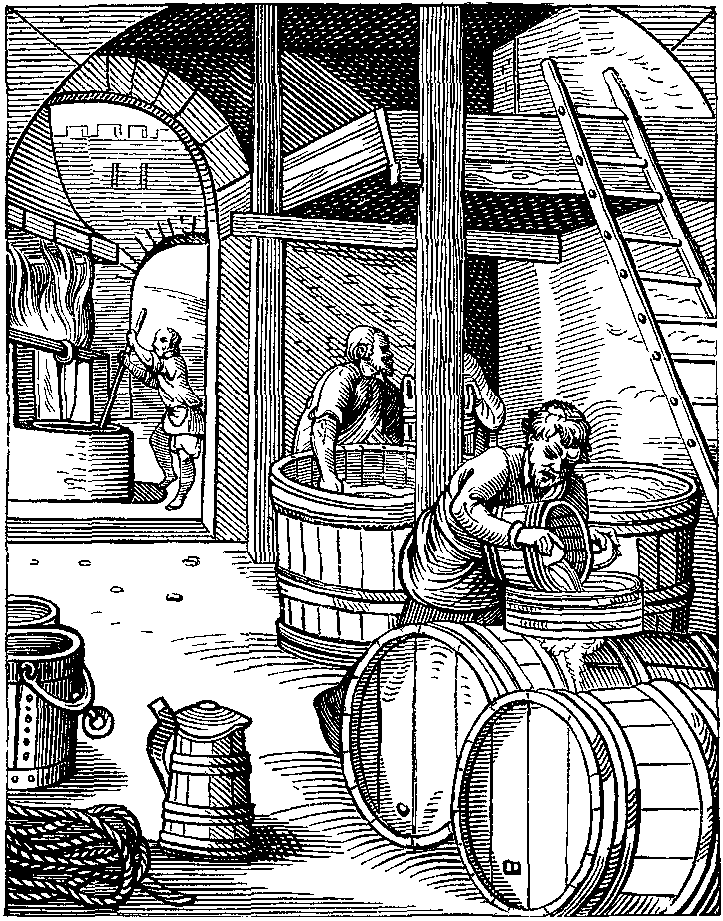
16世紀の醸造所

1516年、バイエルン公ヴィルヘルム4世は粗悪なビールの流通や、食用である小麦がビールの原料に転用される事による飢餓を防ぐため、『ビール純粋令』を発令し、原料として麦芽以外にはホップと水しか使わないよう命じた。小麦を使った白ビールは許可を得た一部の醸造所しか醸造できないようになり、希少価値が高まった。その後、ドイツ帝国の成立により『ビール純粋令』は1906年に全土に施行され、現在のドイツにおいても効力を持っている。15世紀中頃にはバイエルン地方のミュンヘンで、低温の洞窟で熟成させるラガービールの製造が始まった。
19世紀には酵母の研究も進み、上面発酵と下面発酵の技術が確立した。1842年にはチェコのプルゼニで世界最初のピルスナービール「ピルスナー・ウルケル」が製造され、このタイプの醸造はプルゼニのドイツ語名からピルスナーと呼ばれるようになった。黄金色のピルスナーはガラス製品の普及と冷蔵技術の確立によって爆発的に広まった。船に積み込む飲料としてはラム酒が主流であったがビールも積まれていた記録がある。
日本では、江戸時代初期には徳川幕府の幕臣達が、オランダから渡来したビールについてその存在を認知していたとされ、「ビール」という呼称もオランダ語に由来する。幕末の1860年（安政6年）、万延元年遣米使節の記録係だった玉虫左太夫は、ポーハタン号での航海中に何度かビールが提供されたと記述しており、「苦味ナレドモ口ヲ湿スニ足ル」と記している。長崎の出島には醸造所があり、本国よりおいしいと評判だった。明治維新以降、川本幸民がビール製造を試みたのを皮切りに、多くの醸造所が誕生し、全国的に普及していった。
現代のビールは、19世紀後半のデンマークのカールスバーグ社が開発した技術に多くを負っている。同社はビール酵母の純粋培養技術を開発し、さらに雑菌を徹底的に排除して衛生的に缶や瓶に詰める技術を確立した。それによりビールの保存性は飛躍的に高まり、安価で大量に安定供給される工業製品として、世界の津々浦々にまで流通するようになった。また、ビール生産が大企業に独占されることにもなった。それまではワインの方が食事に必須の日常の酒として飲まれていたが、安価となったビールが普及することにより、ワインとビールの位置が逆転した。
欧米では、この反動として工業化以前のビール生産を見直す動きが起こり、クラフトビール（地ビール）を作るマイクロブルワリーが多く設立されている。日本でも法規制が緩和されたことにより、地ビールの生産が少しずつ行われている。
| SRM/Lovibond | 例                     | ビールの色 | EBC |
| ------------ | ---------------------- | ---------- | --- |
| 2            | ペールラガー           |            | 4   |
| 3            | ジャーマンピルスナー   |            | 6   |
| 4            | ピルスナー・ウルケル   |            | 8   |
| 6            |                        |            | 12  |
| 8            | ヴァイスビア           |            | 16  |
| 10           | バス・ペールエール     |            | 20  |
| 13           |                        |            | 26  |
| 17           | ダークラガー           |            | 33  |
| 20           |                        |            | 39  |
| 24           |                        |            | 47  |
| 29           | ポーター               |            | 57  |
| 35           | スタウト               |            | 69  |
| 40           |                        |            | 79  |
| 70           | インペリアル・スタウト |            | 138 |

## 原料

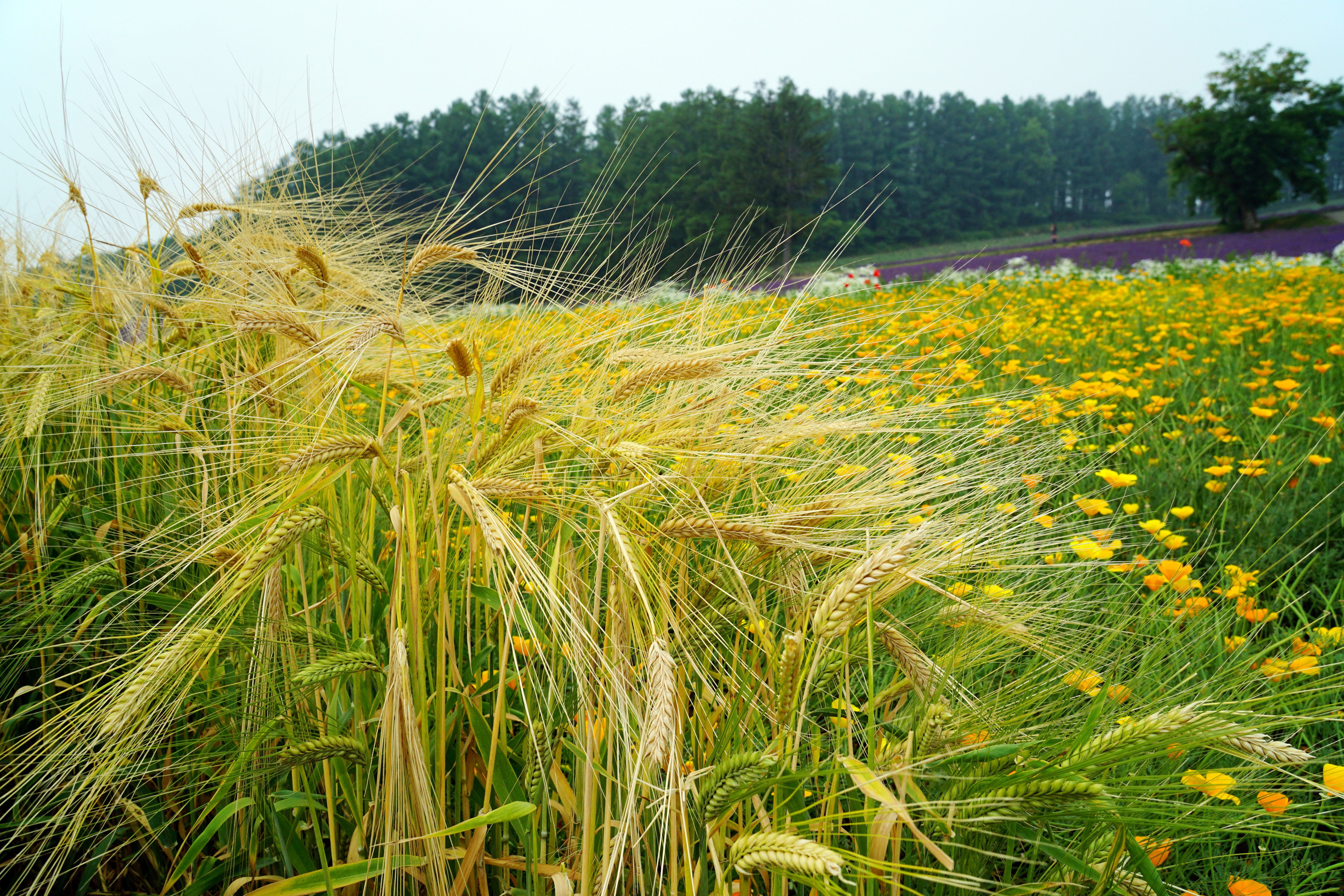
原料のビール大麦

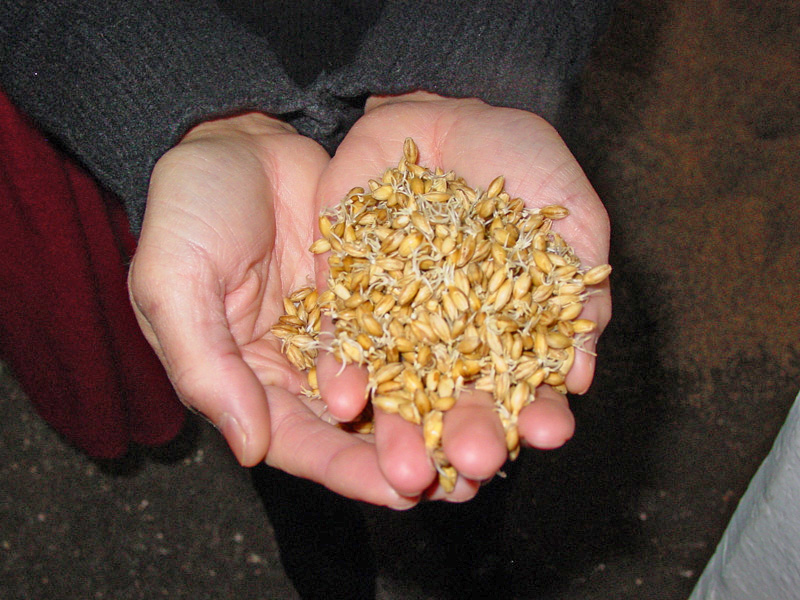
焙煎前の大麦麦芽

ビールの主な原料は水、デンプン源（麦芽など）、ビール酵母、香味料（ホップなど）である。多くの場合、大麦の麦芽を主原料とし、副原料としてアサ科のホップやトウモロコシ、米、砂糖等が使われる。特にこれらの副原料は大麦麦芽の安価な代替物として使用されることがある。また小麦やライ麦の麦芽でも製造は可能である。アフリカでは粟、ソルガム、キャッサバの根が、ブラジルではジャガイモ、メキシコではリュウゼツランがデンプン源として使われる。

### 水
ビールの主成分は水である。地方によって水に含まれているミネラル組成は異なるため、各地方で製造するのに水に最も適したビールも異なり、地方ごとの特色が現れる。たとえばアイルランドのダブリンの水は硬水であり、ギネスなどのスタウトビールの醸造に適している。チェコのプルゼニで採れる水は軟水で、ピルスナーウルケルなどのペールラガーの醸造に適している。イングランドのブルトンの水はジプサム（石膏; 硫酸カルシウムの鉱物）が含まれているため、硫酸塩の添加（ブルトニゼーションと呼ばれる、ホップの風味を引き立たせる手法）が必要なペールエールビールの製造に適している。

### 糖質原料
ビールのデンプン源に何を使用するかで、その濃さや風味が左右される。最も一般的なデンプン源は麦芽であり、後述のように大部分のビールには大麦の麦芽が使われる。麦芽の製法は種子に水と空気を与えて発芽させ、発酵過程に入る前に麦芽の成長を止めるため窯内で乾燥焙煎させる。これを焙燥という。その後、幼根を取り除いたものが麦芽である。種子が麦芽になることによって、デンプンを発酵性の糖に変える酵素が生産される。同じ種類の穀物から作られた麦芽でも、焙燥時間と温度の違いによって、異なる色彩をもつようになる。暗色の麦芽からは暗色のビールが製造される。多くのビールには大麦の麦芽が使用されている。オオムギは発芽力が強く、皮が薄く、デンプン質が多く、窒素量の少ないものが原料として優れている。

### ホップ

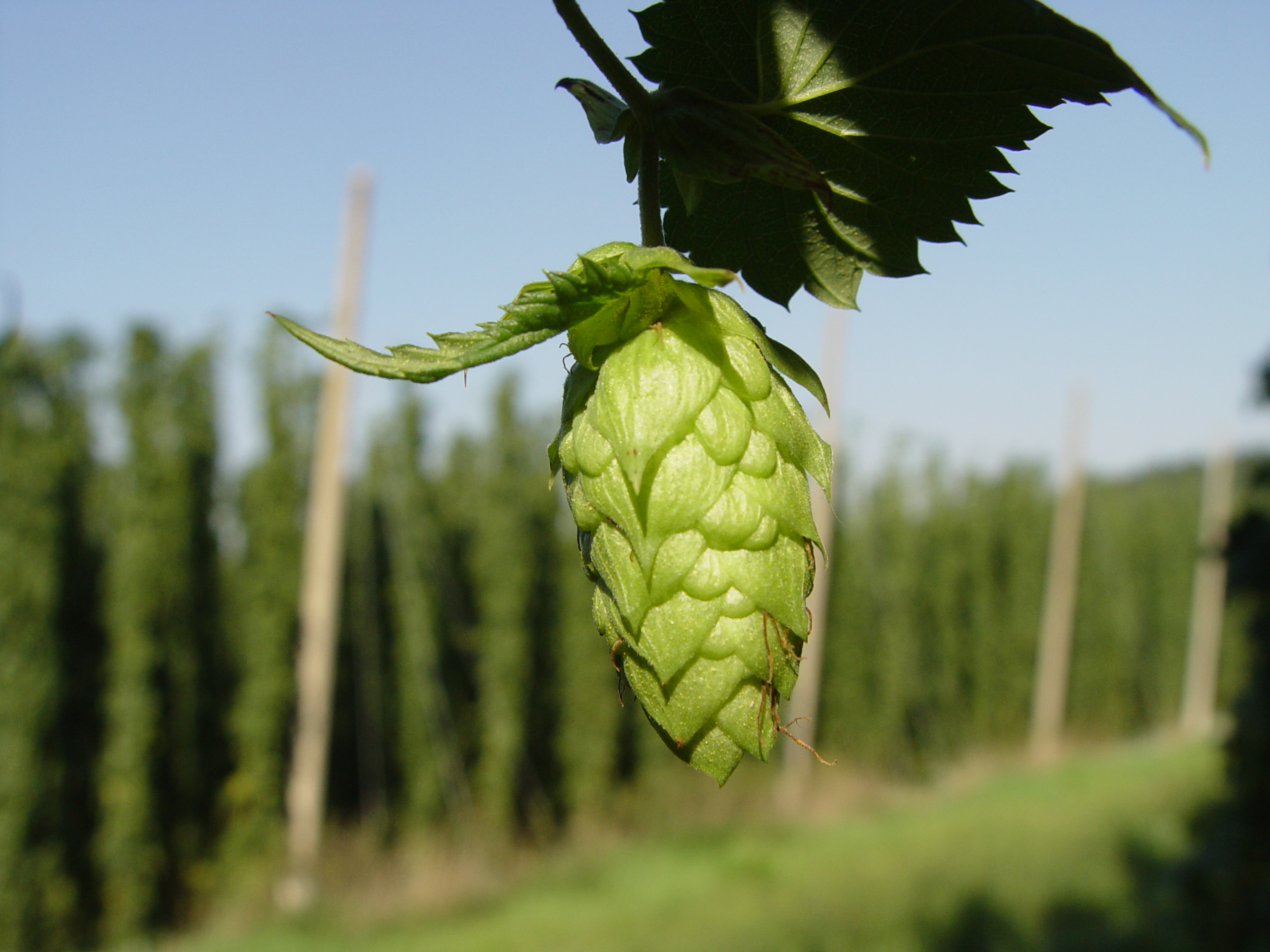
ホップの毬花（ドイツ、Hallertauのホップヤードにて）

現在、商業用に生産されているビールのほとんど全てには、風味付けとしてホップが使われている。ホップは和名をセイヨウカラハナソウというつる性植物で、その花はビール製造において風味付けと保存性を高める機能を持つ。
ホップは元々はドイツのヴェストファーレン地方にあるコルヴァイ修道院のようなビール醸造所で、西暦822年から使用されていた。だがビールに使用するための大量栽培が開始されたのは13世紀になってからである。13世紀から16世紀までの間、ホップは最も主要な香味料として使われるようになっていった。しかしそれ以前には、他の植物（例えばGlechoma hederacea）が香味料として使われることもあった。「歴史」の節で述べたが、グルート (gruit) と呼ばれるニガヨモギなどの様々なハーブ、ベリー類も、現在のホップと同じように、ビールの香りづけに使用されていたこともある。現在製造されているビールで、香りづけにホップ以外の植物も使用しているものは、Scottish Heather Ales companyのFraoch'やla Brasserie-LancelotのCervoise Lancelotなどである。ホップは、麦芽の甘みと調和のとれた苦味をビールに与え、また花や柑橘系、ハーブのような香りをビールに与える。ホップには抗生物効果があり、ビール醸造に寄与しない微生物を抑え、ビール酵母が有利に働く環境を整える効果がある。他にも泡持ち（ヘッドリテンション）の長さに寄与し、保存力を高める効果がある。

### ビール酵母
ビール酵母は穀類から引き出した糖を代謝し、エチルアルコールと炭酸ガスを生産する。酵母の働きによって麦芽汁がビールになる。また酵母はビールの個性、味わいにも影響を与える。ビール酵母には、発酵中に発生する炭酸ガスとともに液面に浮かび、褐色クリーム状の泡の層を形成する上面発酵酵母と、発酵末期に槽の底に沈殿する下面発酵酵母が存在する。製造に前者を用いるビールを上面発酵ビール（エール）、後者を用いるビールを下面発酵ビール（ラガー）という（詳しくは「分類」の節を参照）。最も主要な上面発酵酵母はSaccharomyces cerevisiaeで、最も主要な下面発酵酵母はSaccharomyces uvarumである。バイエルン州の白ビールではTorulaspora delbrueckiiが働く。酵母の働きが解明される以前は、空中を漂う自然酵母によって発酵を行っていた。いわゆる自然発酵ビールである。大部分のビールは純粋培養の酵母を加えることで発酵を行うが、ランビックのようなごく一部は現在も自然発酵で製造されている。自然発酵ビールのランビックでは主にBrettanomyces属の酵母が働く。

### 清澄剤
清澄剤は濁り物質を凝集させて沈殿除去する働きのある物質である。製造直後のビールにタンパク質の濁りが見られるとき、醸造所によっては1種類あるいはそれ以上の清澄剤が添加されることがある。この操作によって澄んだビールを作ることができる。ビールに使用される清澄剤の例としてはアイシングラス（魚の浮袋に含まれるゼラチン質）、アイリッシュモス（紅藻の一種）、Kappaphycus cottoniiから採れるκ-カラギーナン、ポリクラール、ゼラチンなどである。もしラベルなどに「菜食主義者向け (suitable for vegetarians)」といったことが記されていたなら、そのビールには動物性のゼラチンが使われておらず、海藻由来や人工の添加物で澄ませている。

## 製法

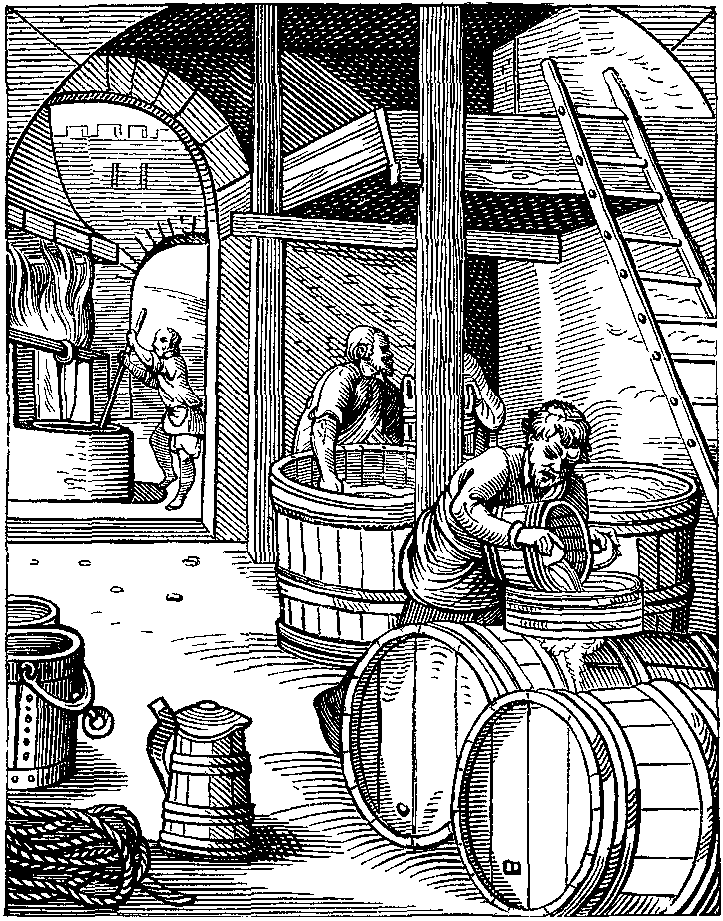
16世紀のビール醸造所

ビール醸造所のことをブリュワリー（ブルワリー）という。法律などで制限されていない限り家庭でもビールの醸造は可能であり、ビールの歴史の中ではそのようなビールも多く作られてきた。家庭内で消費するため非営利的にビールなどを醸造することを自家醸造（homebrewing）という。日本では、免許を持たない者がアルコール度数1%以上の酒類を醸造することは禁じられている。自家醸造用の道具を売り買いすることはできるが、きちんと法律の範囲内で醸造するかどうかは使用者に委ねられている。
醸造過程で果汁などを添加したフルーツビールや、香辛料を添加したスパイスビールなどもヨーロッパではポピュラーであるが、長らく日本の法律上はビールではなく発泡酒扱いとなっていた。しかし2018年4月1日の酒税法改正で果実及び香味料の使用が許されるようになった。

### 麦芽粉砕

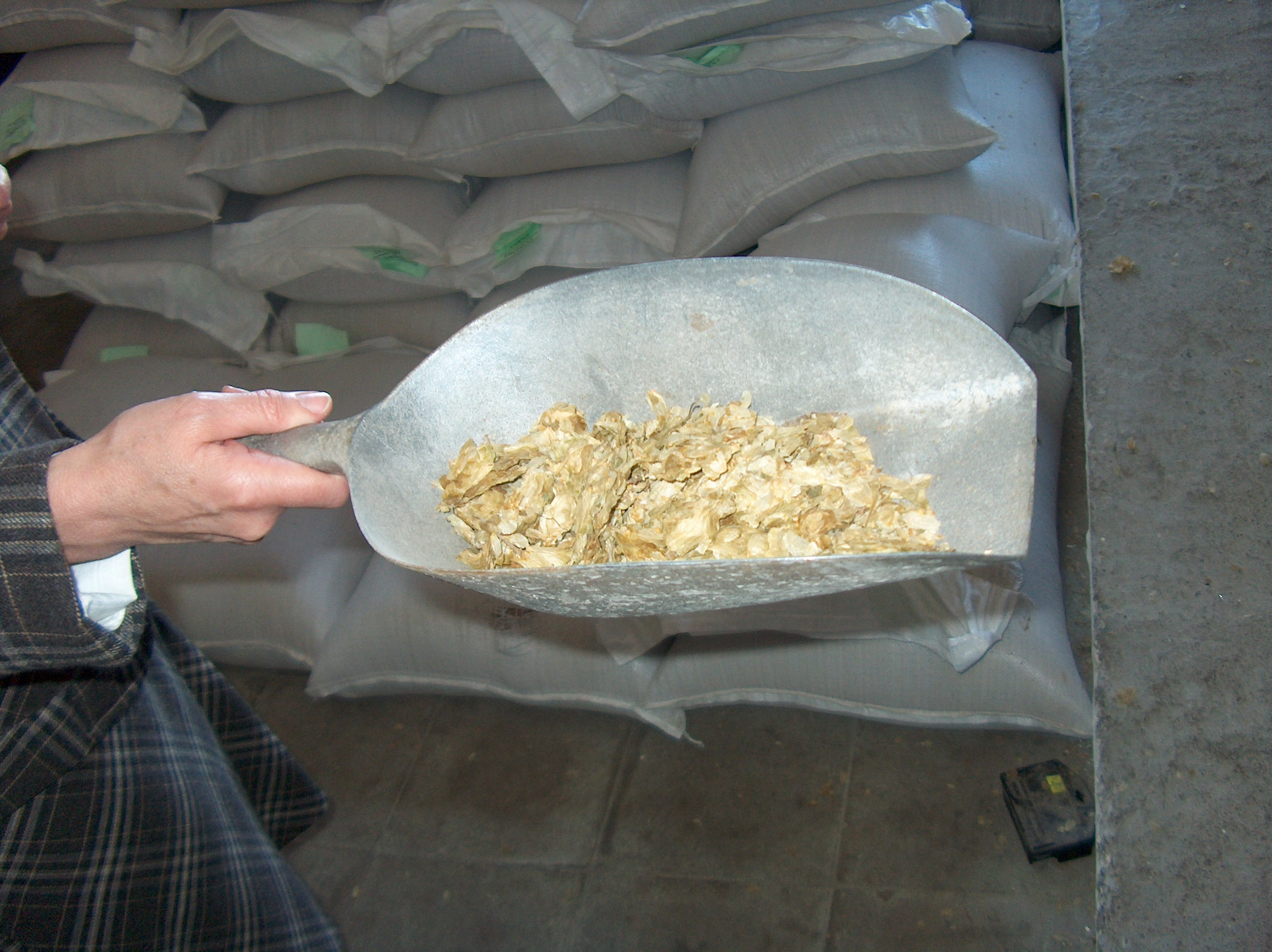
砕かれたホップ

ビールの醸造の最初の工程は、デンプン源と温水を使った麦芽汁づくりである。普通デンプン源には大麦麦芽が使用される。麦芽はダスト・異物を除去した後、糖化・ろ過に適した大きさに粉砕される。胚乳部は糖化しやすいように細かく粉砕する。一方、殻皮部は麦汁濾過工程で濾膜を形成させるためになるべく形を残すようにしなければならない。ただし濾膜形成の必要ない加圧式の濾過方法を用いる場合は麦芽全部が細かく粉砕される。粉砕した麦芽のことをグリスト (grist) という。グリストはマッシュタン (mash tun) と呼ばれる容器の中で温水と混合される。グリストを浸す温水のことをリキュール (liquor) といい、グリストと温水の混合物のことをマッシュ (mash) という。

### 糖化
グリストと温水が混合されると、麦芽に含まれるデンプンなどの多糖類や可溶性タンパク質が溶け出す。多糖類は麦芽のもつ酵素により可溶化し、分解され低分子の麦芽糖が生み出される。この多糖類の分解のことを糖化（マッシング; mashing）という。糖化には1〜2時間ほどの時間が掛かる。麦芽の酵素の力のみで糖化する方法をインフージョン法といい、マッシュの一部を取り出して煮沸し、元の容器に戻してメインのマッシュの温度を引き上げる方法をデコクション法という。マッシュの煮沸によって酵素は失活デンプン質が溶解して糖化が進みやすくなる。
糖化が終了したマッシュからは穀物粒などの固形物が取り除かれ、発酵性の麦汁が回収される。麦汁濾過の伝統的な方法であるロータリング （lautering）では、濾過槽の底に溜まった穀物の粒そのものがフィルターとして働き、固形物と麦汁を分離する。現在行われている醸造ではより細かいグリストまで分離できるフィルターフレームが使用されることが多い。最初に絞られる麦汁を一番絞り麦汁という。穀物粒はスパージング (sparging) という操作で湯洗浄し、さらに多くの麦汁を回収する。麦汁とスパージングで加えられた湯の混合物から、穀物粒を濾過によって分離する。スパージングによって得られる麦汁を2番絞り麦汁という。

### 煮沸
麦汁は湯沸し器やコッパー（copper; 銅で作られていたことに由来）と呼ばれる容器に集められ、1時間程度煮沸される。煮沸によって麦汁中の水分が蒸発し、糖類を初めとする溶質が濃縮されて残る。また同時に糖化段階から麦汁に残留した酵素を失活させる。煮沸にはその他にも殺菌、タンパク質の凝固、色度の上昇、pHの低下、不快な香気成分の分解・飛散、などが起こる。煮沸中にホップを添加する。ホップは数回に分けて添加する場合もある。ホップを煮沸することで、ホップ中のフムロンが異性化し、イソフムロンになることで苦味が強まる。煮沸時間が長いほど苦味が強くなるが、ホップそのものの風味や香気は弱くなる。

### 冷却
煮沸の終了した麦汁は、酵母による発酵の準備のため冷却される。このとき溶解度が下がってタンパク質やポリフェノールが凝固する。醸造所によってはホップで処理した麦汁をさらにホップバック (hopback) に通す。ホップバックはホップを満たした容器で、風味付けをしたりフィルターの機能を果たしたりする。しかし多くの醸造所ではホップバックを使わず、単純に発酵槽で麦汁を冷却する。その後、酵母の増殖に必要な酸素を供給するため、冷却された麦汁に無菌空気が通される。

### 発酵
空気を通された発酵槽中の麦汁には酵母が添加される。酵母が出芽を開始すると発酵が始まる。発酵熱の発生により液温が上昇するので、冷却により発酵温度をコントロールする必要がある。発酵に必要な時間は酵母の種類やビールの濃さによって変わる。発酵前の麦汁はpH 5.2 〜5.8だが、発酵後には4.0 〜4.6に低下する。発酵が終了した液を若ビールと呼ぶ。アルコール発酵に加え、麦汁内の微粒子が沈降するため一度発酵の終了した若ビールは清澄する。
発酵は一次発酵（主発酵）と二次発酵（熟成）の二段階で行われることがある。アルコール類はほとんど一次発酵で生成される。その発酵液は新しい容器に移され、熟成される。熟成はパッケージングまでに時間を置く必要がある場合、さらなる清澄化が必要な場合に行う。若ビールにはジアセチル前駆体、アセトアルデヒド、硫化水素などの未熟成物質が含まれる。熟成過程では残存物質のさらなる発酵が進み、これらの物質が分解され、発酵によって発生する炭酸ガスによって液外に運び出される。混濁の原因となるタンパク質は、温度を+1〜-1 ℃程度に下げることにより析出し、一部の酵母とともに沈降する。熟成の終了したビールは濾過され、またシリカゲルによってタンパク質を吸着させて製品工程に送られる。
熟成後に酵母の活動を抑えるため、60度前後に加熱する低温殺菌が行われる。この熱処理を行わず、特殊な濾過装置で酵母を取り除くビールがいわゆる生ビールである。ただしこの呼称は日本の基準によるものであり、国によって基準は異なる。また酵母を完全に取り除かないビールもある。

## 分類
ビールには様々なスタイルが存在するため、特徴によって細かく明確に分類することは非常に困難であり、様々な分類がなされている。有名な分類方法としてマイケル・ジャクソンによる分類がある。

### 醸造法による分類
醸造法と酵母の種類によって分類する場合は、「上面発酵」の「エール」と「下面発酵」の「ラガー」に大別する方法が一般的である。元々エールという言葉は、上面発酵のビールを指していた言葉ではなく時代によって変遷がある。現在、ビールにはホップが使用されることが多いが、ホップがビールに広く使用されるようになったのは、12〜15世紀の間であり、その当時英語圏では、ホップ入りのものをビール（Beer）、ホップなしのものをエール（Ale）と呼んで区別していたが、その後、ビールは総称となり、上面発酵のものがエールと呼ばれるようになった。

#### エール
上面発酵のビールを、エールと呼ぶ。出芽酵母（Saccharomyces cerevisiae（サッカロマイセス・セルビシエ）とその亜種）を用い、常温で短い時間で発酵を行う。盛んに炭酸ガスを出すために、最終的に酵母が浮かび上面で層を作るために上面発酵と呼ばれる。
一般に、上面発酵のほうが醸造は容易である。19世紀以降にラガーが爆発的に普及するまでは、ビールといえばエールであった。
複雑な香りと深いコクを特徴にしている。主なスタイルとしてペールエール、スタウト、アルトビール、ケルシュ、ヴァイツェンなどがある。

#### ラガー
下面発酵のビールをラガーと呼ぶ。Saccharomyces carlsbergensis（サッカロマイセス・カールスベルゲンシス）という酵母を用い、低温（10℃以下）で長時間発酵を行う。役目を終えた酵母は沈殿するため、エールの上面発酵に対して下面発酵と呼ばれている。
比較的すっきりした味で、ピルスナー（ピス）、ボックなどのスタイルがあり、もともと中世ドイツのバイエルン地方のローカルなビールだった。この土地の醸造師たちは、低温でも活動する酵母を発見し、変わったビールを醸造していた。秋の終わりにビールの材料を洞窟の中に氷と共に貯蔵して翌年の春に取り出すと、発酵が終了してビールが完成する。ラガーとは「貯蔵されたビール」という意味である。
冷蔵庫が発明された19世紀以降、これが瞬く間に世界のビールの主流となった。一定の品質のビールを大量生産するのに最適だったためである。黄金色の美しい色と、ガラス製のグラスやジョッキが普及したことを人気の理由に挙げる人もいる。

#### 自然発酵
酵母発見以前のビールは全て自然発酵であった。現在でもアフリカの伝統的なビールや、ベルギーのパヨッテンラントで製造されるランビックでは培養された酵母を使用しない自然発酵が採用されている。乳酸発酵も行われるため、特有の酸味を持つようになる。

## 飲み方
20世紀以降の冷蔵技術の進歩により、ビールを冷やして飲む風習は加速度的に広まった。タイ王国では、冷やしたうえに氷を入れるのも一般的である。一方、エールビールは常温で飲まれることが多い。また、ドイツやベルギーなどでは温めて飲まれるホットビールもあり、グリュークリークのように温めて飲むことが主流のビールもある。
ビールをカクテルにして飲むビアカクテルでは、トマトジュースを入れたレッド・アイ、レモネードを入れたパナシェ（ドイツではラドラー、イギリスではシャンディ）、ジンジャーエールを入れたシャンディ・ガフなどが知られる。そのほか、ピルスナーとスタウトなど、異なる種類のビールを混ぜるハーフ&ハーフも広く知られる飲み方である。

## ビールの注ぎ方
ビールはそれ自体の品質や温度のほか、グラスやビールジョッキなどに注ぐ場合は注ぎ方で泡立ちや味わいが異なり、注ぎ方の巧みさや多彩さを売り物にする飲食店もある。泡はビールが空気に触れて酸化されることにより味が変化することを防ぐ役割もある。ビールの苦味成分は液体中に拡散しているが、これは泡によって吸着される。そのため、ビールの炭酸泡の形成過程をコントロールすることにより、ビールの苦味成分を液体上部に浮かぶ泡の層に閉じ込めることができる。

### 注ぎ方の一例
1. 最初はグラスの底にビールを叩きつけるようにして注ぎ、泡を形成する。これによりビールが空気に触れるのを防ぐことができる。
2. グラスとビールの注ぎ口を近づけるなどして初めに形成した泡を壊さないように静かに注ぐ。これにより、均質な大きさの泡が液体中で均等に形成されるため壊れにくく、苦味成分も吸着させることができる。

## 保存
ビールは醸造酒故に酒としては賞味期限に左右されやすく、味が変化しやすい部類に入る。品質が劣化する主な原因に、保管温度、日光、衝撃、酸化が挙げられる。また出荷から日数が経過するに従い味が劣化する。このような日数経過や味の変化は鮮度と表現される。ただし、酵母が殺菌・濾過されておらず瓶・樽内で再発酵を行う種類のビールは長期保存や「寝かせる」ことが可能で、マイルドで熟成された味わいへの変化を楽しめる銘柄もある。
- 保管場所は暗所で低温、温度変化や振動のない環境が望ましい。
- 開封後はなるべく早く飲みきってしまうことが推奨される。

劣化の原因は大麦由来の酵素LOX（リポキシゲナーゼ）の働きが大きい。醸造過程でLOXが劣化因子を作りこれがビールの成分と反応し脂質を酸化させることで渋みや臭みになり泡もちの低下が起きる。
温度
保管の適温は発酵時と近い温度とされ、これに従うとラガーは10℃以下、エールで15℃ - 25℃くらいが適温となるが、エールも10℃以下で保存しても問題ないとする意見もある。適温の範囲内でも、温度変化を繰り返す条件下では劣化が急激に進む。高温では劣化が早く進むが、低温にしすぎると成分の凝固や濁りが発生し泡もちが悪くなったりする。また容積増加で内圧が高まるため容器の破裂の恐れがある。
日光
紫外線によりホップに含まれる苦み成分イソフムロンが分解、同様にタンパク質に含まれる硫黄分が分解されて発生する硫化水素と合体し、悪臭を発する物質になる。臭いは「ゴムの焦げたような臭い」「スカンクの悪臭」とも喩えられ、日光臭と呼ばれている。ビール瓶が茶色や緑に着色されているのは紫外線を防ぐためだが完全には防げない。また蛍光灯からは微量ながら紫外線が放射されているので、屋内でも陳列や保管条件によって劣化が起きる場合がある。
衝撃
ビール容器の中は炭酸が過飽和の状態にあり（炭酸飽和）、衝撃が加えられるとバランスが崩れて分離や気泡を生じ味の劣化に繋がる。また開封時に激しく噴出する原因になる。
酸化
ビールは空気に触れると急激に酸化し風味が損なわれる。炭酸が抜けるせいもあるが、同じ発泡性酒類のスパークリングワインと比べると劣化は激しい。どうしても飲み残す場合はラップでの密封や、瓶ならばワインストッパーを使用すれば数日程度はもつ。ビールをグラスに注いだ際に生じる泡の層には、炭酸が抜けるのを抑え、ビールを空気から遮断して酸化を防ぐ効果があるとする説がある。

## 主なビール生産国と銘柄

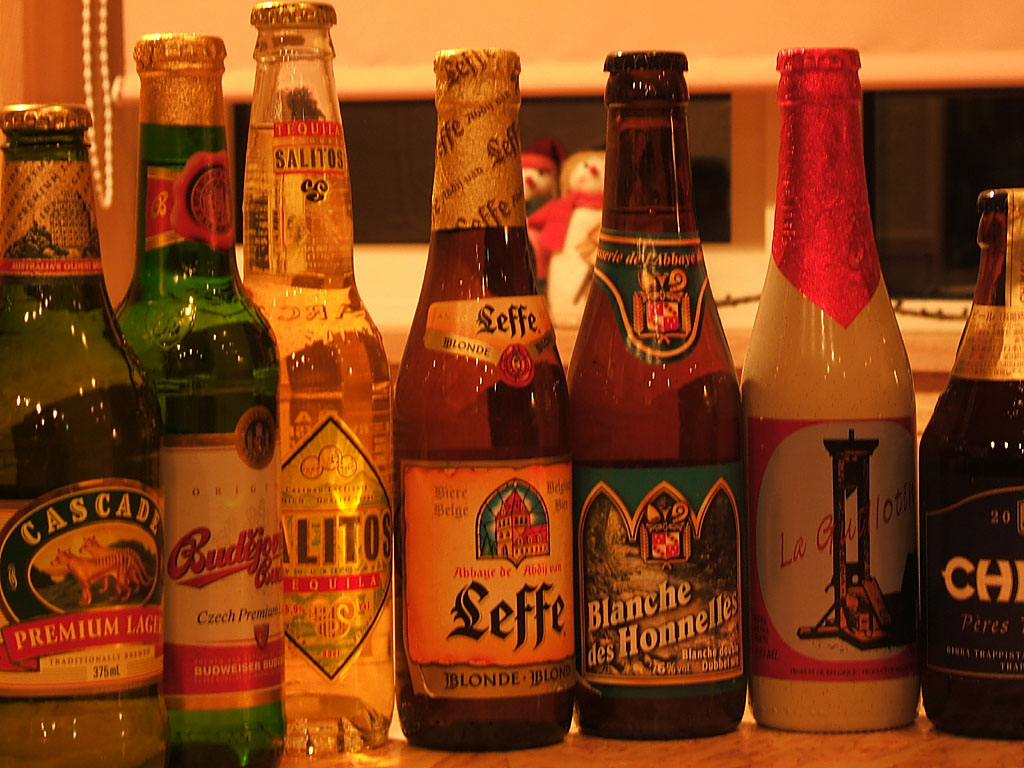
世界のビール

キリン食生活文化研究所が調査し、ビール酒造組合が公表する集計によると、2015年の世界のビール総生産量は1億7937万klに上る。生産量のベスト10は、中国、アメリカ、ブラジル、ドイツ、メキシコ、ロシア、日本（発泡酒等を含む）、ベトナム、イギリス、ポーランドの順。オランダは14位、チェコは21位、ベルギーは19位であった。2018年にはブラジルとメキシコが独露を抜いて3-4位となり、ベトナムがイギリスやポーランドなどを追い越して8位となった。同年まで中国の首位は17年連続である。市場規模は飽和気味の先進国で縮小し、新興国で拡大傾向にある。
主な生産国の状況と銘柄は以下の通り。

### ヨーロッパ

#### ドイツ

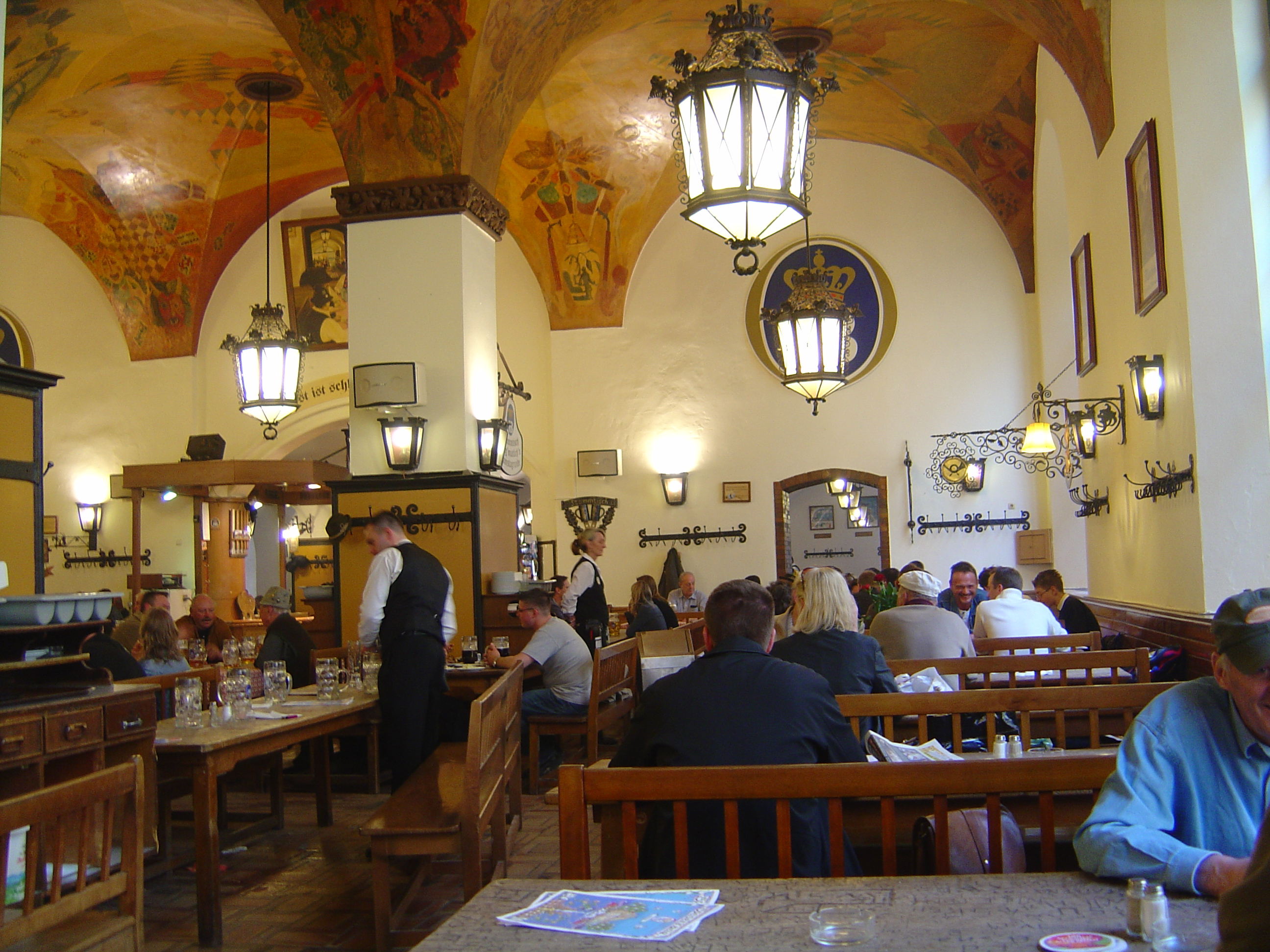
ドイツの歴史に残るミュンヘンのビアホール・ホフブロイハウス。

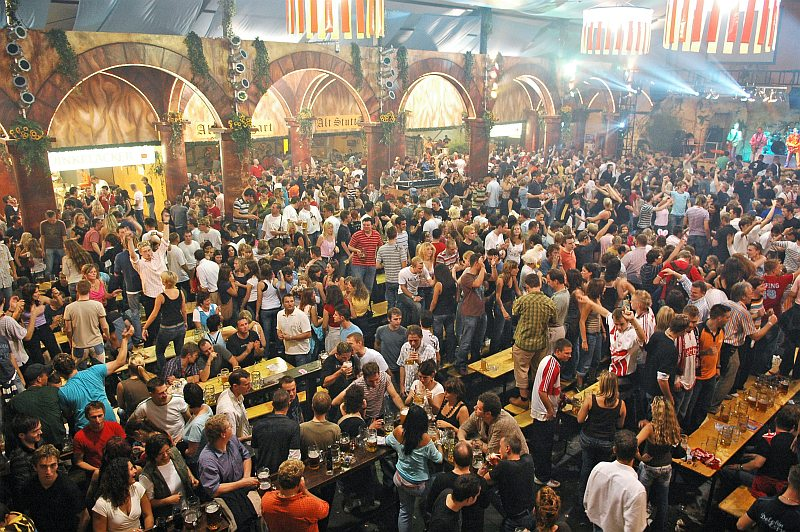
ビールとワインで祝う収穫祭シュトゥットガルトのカンシュタッター・フォルクスフェストの巨大仮設ビアホールの内部。
生バンド演奏のもと椅子の上に立ち上がり盛り上がる。

ラガービールが大多数だが、アルト、ケルシュ、ヴァイス (Weissbier) などのエールビールも多種造られている。（ピルスナービールはチェコの発明。ラガービールはオーストリアの発明である。ただし、いずれもドイツ系による発明。）
ビールの新酒は秋初めに出回り、これに合わせて各地でビール祭りがある。最も有名かつ大規模なものはドイツ、ミュンヘンのオクトーバーフェストである。また、オクトーバーフェスト用に供されるメルツェンビール（3月に醸造される）、秋口に醸造され冬場に供されるウィンタービール等の季節ビールも多くのメーカーで作られている。なお、ドイツではビール法（ビール純粋令）によりビールを名乗る飲料には原材料の規制（水・麦芽・ホップのみを原料とする飲料物のみをビールとして取り扱う）があったが、非関税障壁として非難され、現在は輸入ビールについては廃止されている。ドイツのビールメーカーは各地にあり、全国ブランドのビールメーカーは少ない。価格も安く、地ビールの缶ビールの価格は、コーラより安い。缶ビールよりも、樽出しビールや瓶ビールに人気がある。
ドイツのビールは大きく分けて大麦を原料とするピルスナータイプと小麦を原料とするヴァイスタイプ・ビールがある。小麦を原料とするビールでもミュンヘン近辺では白っぽいヴァイスビールが有名。ドイツ南西部のバーデン＝ヴュルテンベルク州近郊ではヴァイスビールでも透明なクリスタル・ヴァイス、半透明なヘーフェ・ヴァイス、濁ったドゥンケル・ヴァイスがある。
- ビットブルガー プレミアム ピルス
- リーゲレ（バイエルン、アウクスブルク）
- レーベンブロイ（バイエルン、ミュンヘン）
- シュナイダー ヴァイセ（バイエルン、ミュンヘン）
- ラーデベルガー（ザクセン、ラーデベルク）
- ヘニンガー（ヘッセン、フランクフルト）
- ベックス (Beck's) （独: Beck & Co.） - （ブレーメン）
- クロンバッハ（ノルトライン・ヴェストファーレン）
- イェファー
- ホルステン（ハンブルク）
- ホーフブロイハウス（バイエルン、ミュンヘン）
- ハッカープショール（バイエルン、ミュンヘン）
- シェッファーホッファー（ヘッセン）
- エルディンガー（バイエルン、エルティング）
- アルピルスバッハ（バーデン＝ヴュルテンベルク、アルピルスバッハ）
- ヴァイエンシュテファン（バイエルン、フライジンク）
- アイヒバウム（バーデン＝ヴュルテンベルク、マンハイム）
- ドム ケルシュ（ケルン）
- ツム・ウーリゲ（デュッセルドルフ）
- アインベッカー（アインベック）
- ケーニヒ、ルートヴィヒ
- ウーァ・クロスティッツァー（ライプツィヒ）
- フリューケルシュ（ケルン）
- シュレンケルララオホビア

#### チェコ

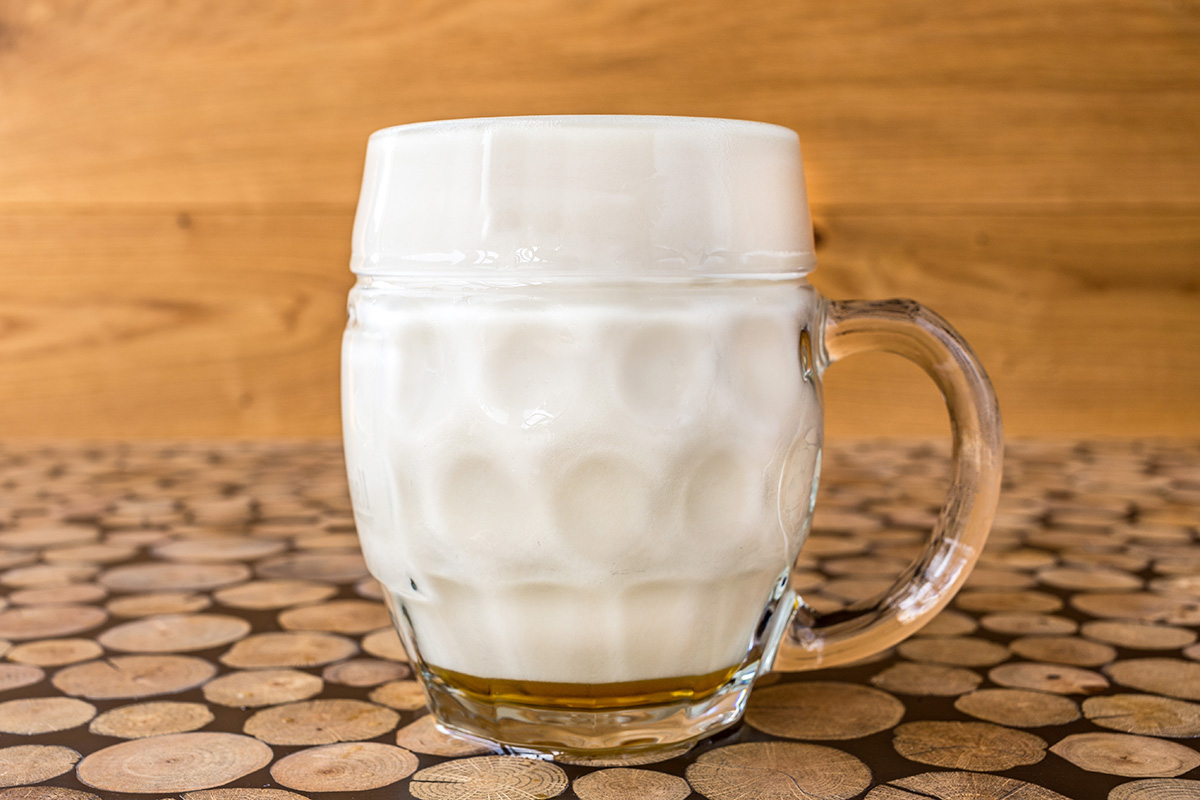
泡だけのビールミルコ

ドイツのローカルビールだったラガーを世界的に広めたのは、隣国チェコで生まれたピルスナーのおかげである（日本で最も飲まれる黄金色のビールは、このピルスナー・タイプである）。ピルスナーは、プルゼニ市（プルゼニのドイツ語名がピルゼン）で醸造されたビールの呼称から由来する。この事実により、中央ヨーロッパでは、ビールの醸造法についてはチェコをその本場として一目置く。またキリンビールの調査では、国民一人当たりのビール消費量が1993年から2018年までの26年間連続世界1位であるなど、世界有数のビール好き国家である。
- ピルスナー・ウルケル - プルゼニ市の地ビール。元祖ピルスナーの意味を持つビールである。
- ブドヴァル - チェスケー・ブデヨヴィツェ市の地ビールである。米バドワイザーとの商標権訴訟でも有名である。

#### イギリス

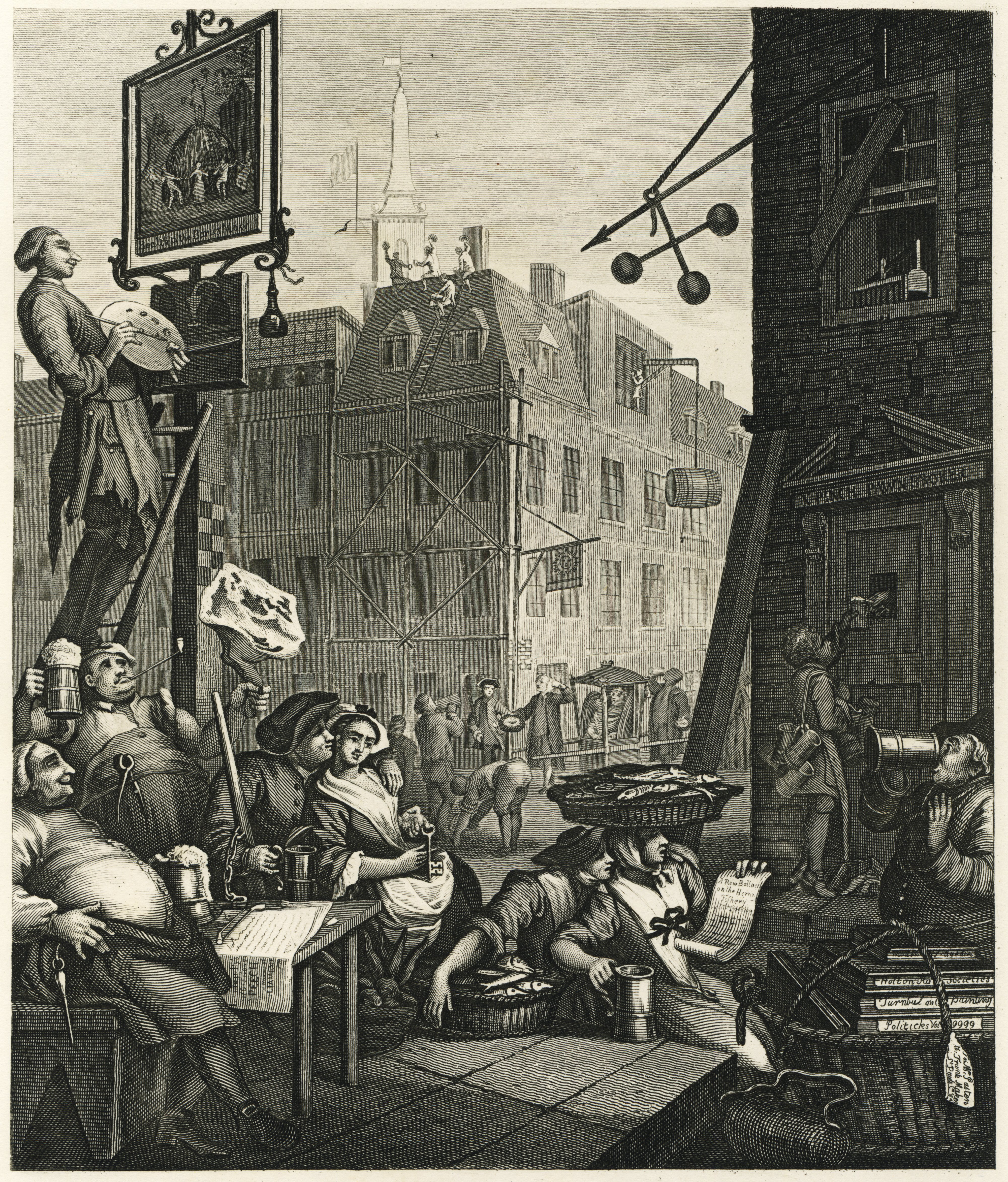
ウィリアム・ホガース『ビール通りとジン横丁』（1751年）で描かれたビール通り

イングランド、スコットランドはエールビールの本場として知られる。しかしピルスナービールの普及以降はバドワイザー、ハイネケンなどの外国産ブランドのラガー、もしくは自国産のラガーが若者層を中心に多く飲まれ、エール類をはるかに超えるシェアを持っている。1970年代からは熱心なエールファンによるCAMRA（CAMpaign for Real Ale=真正エール（復活）運動）が起こった。
- バス・ペールエール - すっきりした味わいと、フルーツのようなほのかな甘みと香りをもつ。 - 日本では、アサヒビール社から販売されている。
- ニューカッスル・ブラウンエール

#### アイルランド
国内市場は事実上ほとんどDiageo社の寡占市場にあり、パブでの蛇口からサーブされるビールの選択肢は多くない。だが近年では都市部を中心にベルギービールやチェコビールなどを蛇口からサーブするパブも増えてきつつある。近年では地ビールなども出現してきているが、上記のような寡占状態のためパブなどで蛇口からサーブするビールとして発見することは非常に難しい。いわゆるマイクロブルワリーの中で最も成功しているのがPorterhouseである。同名のパブ内で醸造を行っており、市内に数店の支店を持っている。
- ギネス (Guinness) - 最も有名なアイリッシュスタウト
- マーフィーズ (Murphy's Irish Stout) - 代表的なアイリッシュスタウトの一つ。数少ない大規模生産を行っている独立ブランドで、アイルランド南西部のコーク地方を中心に飲まれている。
- ビーミッシュ (Beamish) - マーフィーズと並んでコークで飲まれているスタウト。
- キルケニー (Kilkenny) - エールの一種（アイリッシュレッドエール）。
- スミディックス (Smithwicks) - アイルランドで年配層を中心に根強い人気があるエール。上記のキルケニーと似た製品。

#### ベルギー
世界で最も多様なビールを醸造するのは、おそらくベルギーである。マイケル・ジャクソンの精力的な活動によって、ベルギービールが世界に伝道されたといわれる。
ベルギービールの中で最も有名なのは、1966年にピエール・セリスが復活させた「ヒューガルデンホワイト (Hoegaarden White) 現地読み:フーハルデン・ヴィット」であろう。これは、俗に「ヴィット（フラマン語）ブランシュ（フランス語）」白ビールと呼ばれるビールである。なお、ドイツで白ビール（ヴァイスビア、ヴァイツェン）といえば、まったく別物の小麦を原料とするビールを指す。ドイツのヴァイスビア、ヴァイツェンと区別するために、ベルギーのブランシュをベルジャンスタイルホワイトと称することもある。また、トラピストビール（修道院ビール）、ブリュッセル近郊で製造される自然発酵を特徴とするランビックなど独特なビールが製造されている。
- レフ（レッフェ） (Leffe) - 日本では、アサヒビール社から販売されている。

#### オランダ
隣国ベルギーとドイツの影響もありビール作りが盛んである。ラガータイプだけではなく多様なエールも醸造している。
- グロールシュ (Grolsch)
- ハイネケン (Heineken)
- アムステル (Amstel)

#### フランス
フランスはヨーロッパ第5位のビール生産国である（fr:Biereより）。ほとんどはドイツ国境に近いアルザス地方および隣接のロレーヌ地方で生産されているほか、ベルギー国境に近いノール地方でも生産されている。代表的なものは以下の3つの銘柄だが、実際は全てクローネンブルグ社が製造している。
- クローネンブルグ (Kronenbourg)
- セーズ・ソワサンカトル (1664)
- カンテールブロー (Kanterbrau)

#### スペイン
- マオウ (Mahou)
- クルスカンポ (Cruzcampo)
- エストレージャ・ダム (Estrella Damm)
- サン・ミゲル (San Miguel)
- ヴォル・ダム (Voll Damm)
- アルハンブラ (Alhambra)
- エストレージャ・ガリシア (Estrella galicia)
- モリッツ (Moritz)

#### ポーランド
ポーランド語ではビールはpiwo（ピヴォ）という。ビールは、ポーランドでは人々に大変親しまれている飲み物で、しかもこの20年間その人気は高まる一途である。2009年の Ernst & Young による報告によれば、ポーランドはビールの生産量ではヨーロッパでも第3位である。1位のドイツが103億リットル、2位の英国が49億5,000万リットル、そしてポーランドが36億9,000万リットルを生産している。
ポーランド国内市場の拡大が続き、ポーランド醸造産業雇用者連盟 (Zwiazek Pracodawcow Przemyslu Piwowarskiego) は醸造業界年次大会において、2008年のポーランドでのビール消費量が、一人当たり94リッターにまで増大したと発表した。国内市場での販売総量としては35億 6,240万リッターにのぼる。このポーランド醸造産業雇用者連盟に加盟している各社の市場シェアを合計すると、ポーランドのビール市場全体のおよそ90%を占める。 統計的にはポーランドの消費者は一人当たり平均で年間に92リットルのビールを飲んでおり、これはチェコ共和国ならびにドイツについで、第3位である。2009年、ビールの販売によるポーランド政府への消費税収入は、30億9,700万ポーランド ズロチに達した。またビールの製造と販売に携わる雇用人数は、およそ208,000人にのぼっている。
- ジヴィエツ (Żywiec)
- オコチム (Okocim) - カールスバーグ系
- ティスケ (Tyskie)
- レフ（レック） (Lech)
- ザムコヴェ(Zamkowe)

#### イタリア
- モレッティ (Moretti)
- ペローニ (Peroni)

#### デンマーク
- カールスバーグ (Carlsberg) デンマーク
- ツボルグ（ツボー） (Tuborg) デンマーク

#### スウェーデン
- スペンドラップ
- カールスバーグ・スウェーデン
- コッパルベリ・ブリィヤリ

#### ノルウェー
- リングネス（英語版）

#### フィンランド

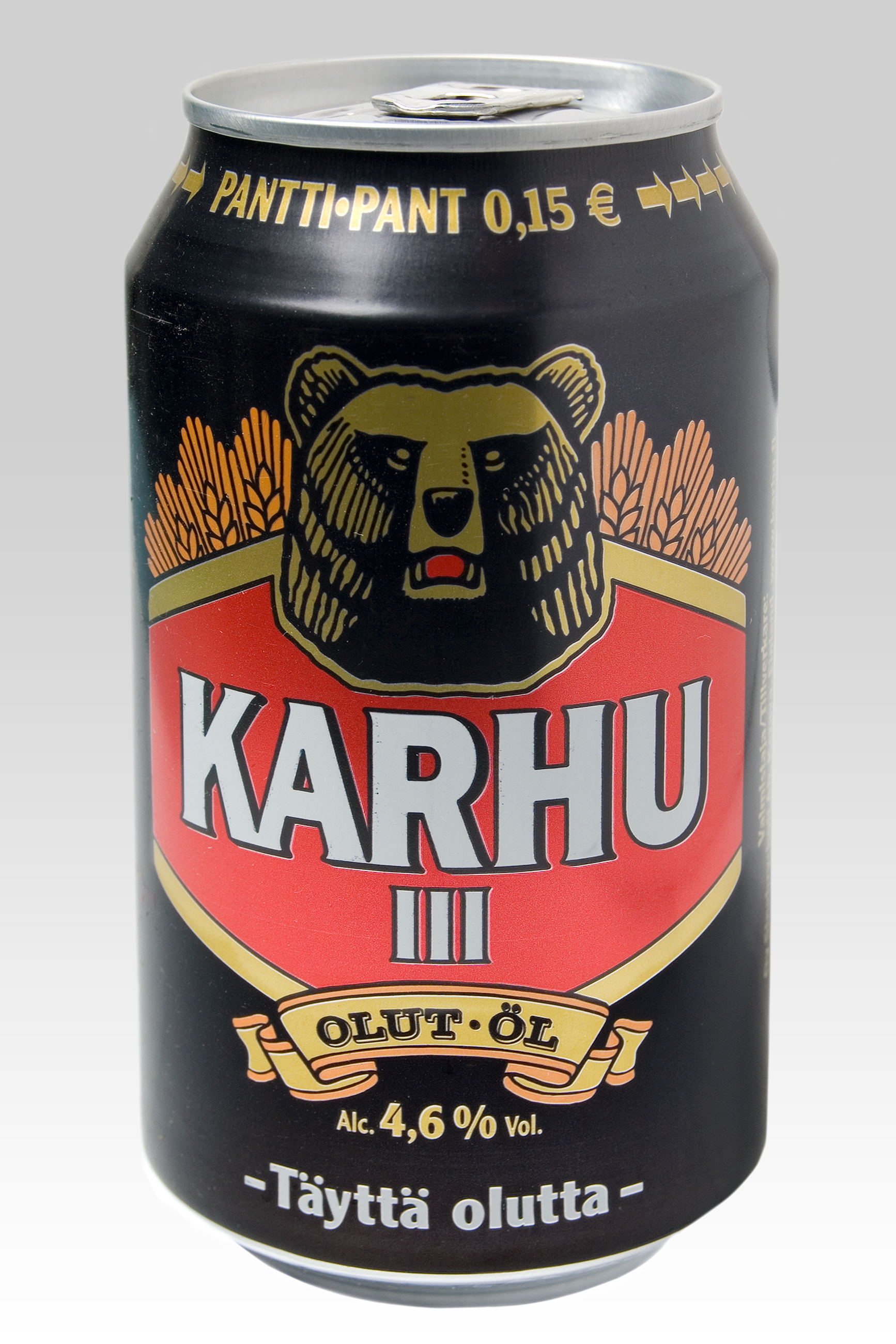
カルフ (Karhu)

- シネブリチョフ - 現存する北欧諸国最古の商業醸造所
- ハートウォール（英語版）
- オルヴィ（英語版）

#### オーストリア
- ゲッサー (Gösser) オーストリア
- サミクラウス (Samichlaus) オーストリア

#### スロベニア
スロベニアには二つの大きな会社のビールとたくさんの小さな地ビールの店がある。一つ目の大きなビールの会社はズラトログといい、スロベニアの北東にあるラシュコにあるので、たくさんの人がこのビールをラシュコと呼んでいる。
ラシュコビールは1825年から作られていて、190年の伝統があり、スロベニアの一番古いビールである。ラシュコで、毎年夏に三日間「ビールと花祭り」という祭りがある。
二つ目のビール工場はウニオンと呼ばれ、リュブリャナで作られているビール。ウニオンビールは1864年から作られている。かつてこの二つの大きなビール工場は独立した二つの会社であったが、ハイネケンがウニオンとラシュコを買い取った。
- ラシュコ (Laško[63])
- ウニオン (Union[64])
- テクトニクス (Tektonik[65])
- フマヌフィシュ (Human fish[66])
- ホップスブルウ (Hopsbrew[67])
- べヴォグ (Bevog[68])
- Reservoir dogs[69]

#### ヨーロッパのその他
- バルティカ (Baltika) ロシア
- サク (Saku) エストニア
- ミソス (Mythos) ギリシャ
- エフェス (Efes) トルコ

### 北米・南米

#### アメリカ合衆国
アメリカ合衆国西海岸を中心にクラフトビール、マイクロブリューワリーという小醸造所によるビールが多種あり、生産されるビアスタイル数は世界でも有数である。ビールの種類も多い。ミラーは買収・合併されて、現在は南アフリカ籍の会社となっている。
- バドワイザー (Budweiser)
- クアーズ (Coors)
- ミラー (Miller)
- シュリッツ (Schlitz)
- パブスト (Pabst)
- サミュエル・アダムズ (Samuel Adams)
- アビータ (Abita)
- イングリング(イエングリング) (Yuengling)
- ブルックリン (Brooklyn)
- アンカー スチーム (Anchor Steam)
- シエラネヴァダ (Sierra Nevada)
- コナ・ビール (Kona Beer)
- メハナ・ビール (Mehana Beer)

#### カナダ
カナダでもアメリカ同様、ビール消費は多く、モルソン、ラバットという二大全国ブランドが存在する。また、イギリスからの伝統も影響し、比較的小規模な地ビール醸造も多い。
- モルソン (Molson)
- ラバット (Labatt)
- スリーマン
- アレクサンダー・キース
- ムースヘッド

#### メキシコ
メキシコはビールの特産地としても知られており、コロナやXX（ドス・エキス）など、著名ブランドが世界中に輸出されている。
- コロナ (Corona)
- テカテ (Tecate)
- ドス・エキス (XX, Dos Equis)
- ボエミア (Bohemia)
- ソル (Sol)
- ネグラ・モデロ (Negra Modelo)
- モデロ・エスペシアル (Modelo Especial)
- インディオ (Indio)
- ビクトリア (Victoria)
- エストレージャ (Estrella)
- モンテホ (Montejo)
- パシフィコ (Pacífico)
- レオン (León)
- ノチェ・ブエナ (Noche Buena)

#### 北米・南米のその他
- ブラーマ (Brahma) ブラジル
- スコール（Skol）ブラジル
- キルメス (Quilmes) アルゼンチン
- クラブ・コロンビア (club colombia) コロンビア
- バルビエル (Barvier) パラグアイ
- プレシデンテ (Presidente) ドミニカ共和国
- キスケージャ (Quisqueya) ドミニカ共和国

### アジア

#### 北朝鮮
- 大同江ビール（대동강맥주）
- 平壌ビール（wikidata）（평양맥주）

#### 韓国
- ハイトビール（하이트맥주、en:Hite）
- OBビール（OB麦酒、OB 맥주、OB）

#### 中国
中国での製造開始は欧米諸国に遅れるが、21世紀になって、生産量では世界一となっている。2004年の総生産量は2910万トンであり、対前年15.1%もの伸びを示している。
元々中国でのビール生産は20世紀初頭に、まず現在の黒龍江省ハルビンにロシア人がハルビン・ビールの工場を設立した。また山東省青島をドイツが租借地とし、租借地経営の一環として、産業振興策のビール生産の技術移転を行ったところから始まる。新中国になってからも早くから輸出に努めていたこともあり、現在でも世界的に最も有名な中国メーカーは青島ビール (Tsingtao Beer) であるが、現在最大のメーカーは香港資本も入った華潤雪花ビール（雪花ビール）になっている。その他の大手グループとして北京の燕京ビール、広州の珠江ビール、バドワイザー、サントリー、アサヒビールなどの中国国外のビールメーカーも多く進出している。流通と冷蔵が完備していないので、各地方都市に小規模なビール工場が多数あり、その地域用のビールを生産している。小規模工場の中には品質の悪いものを作っているところもあり、2004年の全国規模の抜き取り検査では13.8%もの銘柄が不合格となった。
- 雪花ビール
- 青島ビール
- 哈爾浜ビール
- 燕京ビール
- 珠江ビール

#### 台湾
- 台湾ビール（英語: Taiwan Beer、中国語：台灣啤酒）
- 台湾龍泉啤酒（英語: Taiwan Long Chuan Beer）
- 金色三麦（中国語表記：金色三麥、チンスーサンマイ、フランス語表記：Le Blé d'Or）

#### タイ
冷たく冷やしたラガーが好まれる。ビールに氷を入れることがあるが、これはアルコール度数が高いため割っているというよりも、冷蔵設備が行き渡っていなかった時代の名残である。ただし、タイのビールは味がやや濃いこともあり薄める目的で氷を入れる人はいる（氷を入れることを前提に濃いめに作られている）。
- シンハー (Singha)
- チャーン (Chang)
- リオ (Leo)
- プーケット (Phuket)

#### ベトナム
- 333（バーバーバー）
- ビア・サイゴン
- ビア・ハノイ
- フェスティバル・ビール
- ビア・ラルー
- ハリダ・ビール
- フーダ・ビール
- ビア・ホイ

#### アジアのその他
- ビア・ラオ (BeerLao) ラオス
- アンコール・ビール カンボジア
- ビンタン (Bintang) インドネシア
- サン・ミゲル (en:San Miguel Corporation) フィリピンおよび香港
- ビール・ナ・ビール (en:Asia Brewery) フィリピン
- タイガー (Tiger) シンガポール
- キングフィッシャー (King Fisher) インド
- マハラジャビール (Maharajah) インド
- ライオン (Lion) スリランカ
- ゴルカ（Gorkha）、ネパール・アイス[70]（Nepal Ice） ネパール
- タイベビール　パレスチナ

### オセアニア
- フォー・エックス (XXXX) オーストラリア
- フォスターズ (Foster's) オーストラリア
- トゥーイーズ (Tooheys) オーストラリア
- カスケード (Cascade) オーストラリア
- クーパーズ (Coopers) オーストラリア
- スワン (Swan) オーストラリア
- スタインラガー (Steinlager) ニュージーランド

### アフリカ
アフリカでは部族ごとにビールを醸造しており、その種類は百種類以上に及ぶとされる。これらのビールは古代エジプトのビールと同様、ストローを使って飲む。また、使用する原料も麦に限らず雑穀やキャッサバ、トウモロコシ、バナナなどが用いられている。南アフリカではカフィア・ビールやコーリャン・ビールと呼ばれるビールが伝統的に飲まれてきた。
- STELLA エジプト
- STAR ナイジェリア
- Star Lager シエラレオネ

## 世界のビールメーカー

### 世界シェア
- 1位 アンハイザー・ブッシュ・インベブ
- 2位 ハイネケン
- 3位 アサヒビール
- 4位 モルソン・クアーズ
- 5位 カールスバーグ
- 6位 キリンビール
- 7位 コンステレーションブランズ
- 8位 青島ビール
- 9位 ディアジオ
- 10位 サッポロビール
- 11位 ロイヤル・ユニブリュー
- 12位 華潤創業
- 13位 燕京ビール

(2023年)

### 世界的なビール製造企業・グループ
世界的な規模のビール製造会社は他国へ直接の資本進出を行ったり、各国の地場ビール会社を資本支配下に収めたり、あるいは資本提携したりする事で進出を行っている。また、世界的なブランドは直接ブランド所有会社との資本関係にはなくとも各国の企業によるライセンス製造が行われるケースもある。
単純に計算すると上位5グループで世界の生産量の50%近くを占めることになる。InBev社の主張によれば2005年には同社グループの生産量は世界のマーケットシェアの14パーセントの生産量を占めていると主張している。ただし、例えばカナダではInBev社系列のラバット社がバドワイザーを製造しているようにブランドと企業の入り繰りも存在している。また、オーストラリアや日本のように民族資本が強力な場合には進出の程度が輸出あるいはライセンス製造に留まっているケースもある。
世界的な大手ビール企業グループの上位5グループは以下の通り。

### InBev（ベルギー・ブラジル）
InBev（インベブ）は2004年にベルギーのInterBrew社とブラジルのAmBev社の合併により誕生。現在はアンハイザー・ブッシュ・インベブの子会社。アジア・ヨーロッパ・南北アメリカに多くの系列企業を持つ。
主な所有ブランド
- ラバット (Labatt) カナダ
- バス (bass) イギリス
- フーハルデン (Hoegaarden) ベルギー
- ベックス (Beck's) ドイツ
- キルメス（Quilmes）アルゼンチン
- OB 韓国

### Anheuser-Busch（アメリカ）
アンハイザー・ブッシュは世界第三位の生産量を誇る。現在はアンハイザー・ブッシュ・インベブの子会社。アメリカ国外の醸造所は他のグループと比較すると少ないが、バドワイザーブランドのビールは各国でライセンス生産が行われている。
主な所有ブランド
- バドワイザー (Budweiser) アメリカ合衆国
- ブッシュ (Busch) アメリカ合衆国
- ミケロブ (Michelob) アメリカ合衆国

### MOLSON COORS（アメリカ・カナダ）
2005年、カナダのモルソンとアメリカのクアーズが合併し設立。2015年ミラーを買収、
主な所有ブランド
- モルソン カナダ
- クアーズ アメリカ合衆国
- ミラー  アメリカ合衆国

### Heineken（オランダ）
ヨーロッパ及び東南アジアのマーケットで強い。
主な所有ブランド
- ハイネケン (Heineken) オランダ
- タイガー (Tiger) シンガポール
- ビンタン (Bintang) インドネシア

### Carlsberg（デンマーク）
ヨーロッパ、特に北欧・東欧諸国で強い。
主な所有ブランド
- カールスバーグ (Carlsberg) デンマーク
- バルティカ (Baltika) ロシア

## 日本のビール

### 歴史
日本においてビールは、1613年（慶長18年）に平戸（現在の長崎県平戸市）に渡来し、1724年（享保9年）にオランダの商船使節団が江戸に入府した際には、8代将軍・徳川吉宗に献上された。今村市兵衛の記した『和蘭問答』（1724年）には自身が飲んだ「麦の酒」「ヒイル」という語が記されている。その感想は「殊外悪しき物」「何の味わいもない」と否定的である。文献上確認ができる日本最古のビールの記述である。
日本での外国人による醸造は、1812年に長崎の出島において、オランダ商館長のヘンドリック・ドゥーフの手によるものが最初である。開国後の1869年（明治2年）には、横浜の外国人居留地、山手46番にウィーガントらによって「ジャパン・ブルワリー」が設立され、翌年にはアメリカ人・コープランドが「スプリング・ヴァレー・ブルワリー」を設立。ビールの醸造製造を始め、主に居留地の外国人や上流階級の日本人向けに販売し、輸出もした（後にジャパン・ブルワリーは閉鎖、ウィーガントは別の工場ババリア・ブルワリーを興すが、最終的にはコープランドのスプリング・ヴァレー・ブルワリーと合併する）。
日本人による醸造は、1853年に蘭学者の川本幸民が、江戸で醸造実験を行ったのが最初とされる。川本が実際に醸造したかどうかの確証は無いが、著書のビール醸造法の記述などにより、実際に醸造した可能性が極めて高いと推測されている。産業としての醸造は、1869年（明治2年）に、当時の品川県知事であった古賀一平が土佐藩屋敷跡（現在の東京都品川区東大井三丁目付近）にビール工場を建造し製造を開始したのが最初とされる。ただし、商業規模の製造は、1872年に、大阪市で渋谷庄三郎が「渋谷ビール」を販売したのが最初とする説もある。その後、1874年（同7年）には甲府で野口正章により「三ツ鱗ビール」が設立され、1876年（同9年）には北海道の札幌で官営ビール事業として、「開拓使麦酒醸造所」が村橋久成と中川清兵衛を中心に設立された（翌年「札幌ビール」を製造）。
1885（明治18年）、グラバーや三菱の岩崎弥之助らにより、「スプリング・ヴァレー・ブルワリー」は「ジャパン・ブルワリー・リミテッド」に引き継がれ、1888年（同21年）には「キリンビール」が発売された。1886年（同19年）には、北海道開拓使の官有物払下により、開拓使麦酒醸造所は北海道庁から大倉組に払い下げられ、1888年に「札幌麦酒会社」が設立された。1877年（同10年）には「日本麦酒株式会社」が設立され、1890年（同23年）に「ヱビスビール」を発売した。また、1889年（同22年）には「大阪麦酒株式会社」が設立され、1892年（同25年）に「アサヒビール」を発売した。
このように大資本から地方の中小醸造所まで、明治期には地ビールブームが起き、全国で100社近くの醸造所が設立された。しかし、1900年（明治33年）に北清事変（義和団の乱）が起き、軍備増強のため、翌年からビールに酒税が課せられることになると状況は一変する（それまで、酒税は清酒にのみ課されていた）。中小の醸造所は、酒税法に定められた最低製造数量基準を満たすことができず、相次いで倒産、または大資本へと吸収され、ビール業界は再編された。1906年（同39年）には、日本麦酒、札幌麦酒、大阪麦酒が合併して「大日本麦酒」が設立され、また、1907年（同40年）には、三菱財閥がジャパン・ブルワリー・リミテッドを引き継いで「麒麟麦酒」（キリンビール）が設立される。その後、1928年（昭和3年）に「壽屋」（サントリー）が「日英醸造」を買収し、ビール業界に一時参入したものの、1934年（昭和9年）には買収した鶴見工場を「麦酒共同販売」に売却して、ビール業界から撤退した。
第二次世界大戦後、GHQは産業界の独占・寡占の一掃を図って集中排除法を制定させる。ビール業界も集中排除の対象となり、大日本麦酒は「日本麦酒」（サッポロビール）と「朝日麦酒」（アサヒビール）に分割された。1945年9月2日に本土から分割され、米国民政府の統治下に置かれた奄美群島では、日本からの流通がなくなり物資が不足する中、1952年に巴麦酒株式会社（トモエビール）が奄美大島で設立され、直営ビアホールも作られたが、1953年の奄美群島本土復帰で商品の競争力がなくなり廃業となった。1957年（昭和32年）には、同じく米国民政府の統治下の沖縄県で「オリオンビール」が設立され、同年には宝酒造もビール業界に参入して「タカラビール」を発売した（宝酒造は1967年に撤退）。1963年（同38年）にはサントリー（壽屋から社名変更）がビール業界に再び参入した。こうして、いくつかの新規参入はあったものの、1967年の宝酒造撤退後は長らくビール業界はキリン・アサヒ・サッポロ・サントリー・オリオンによる5社（オリオンに対する各種優遇措置などの特殊事情のある沖縄以外では、事実上オリオンを除く4社）の寡占状態にある。

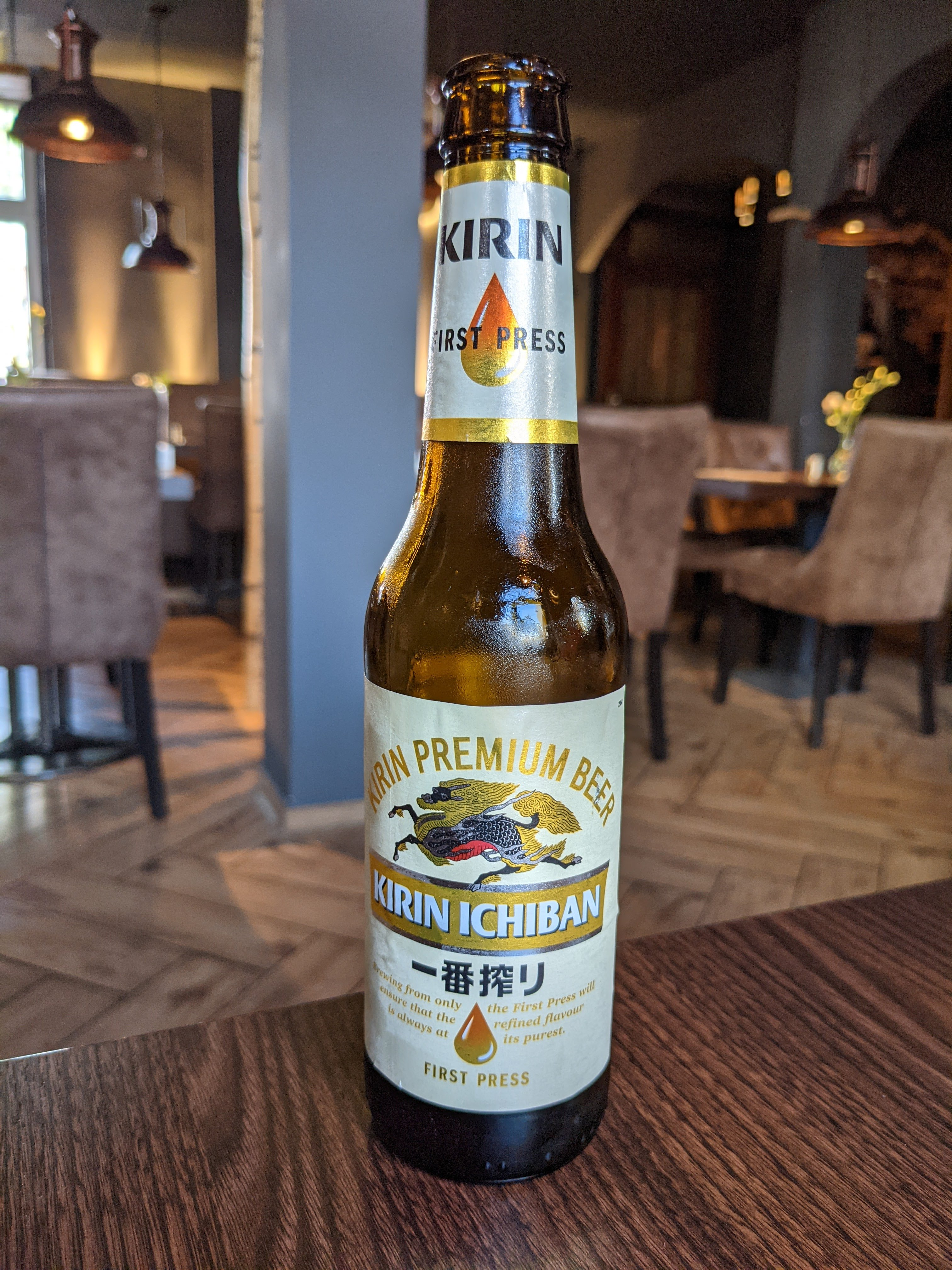
Kirin
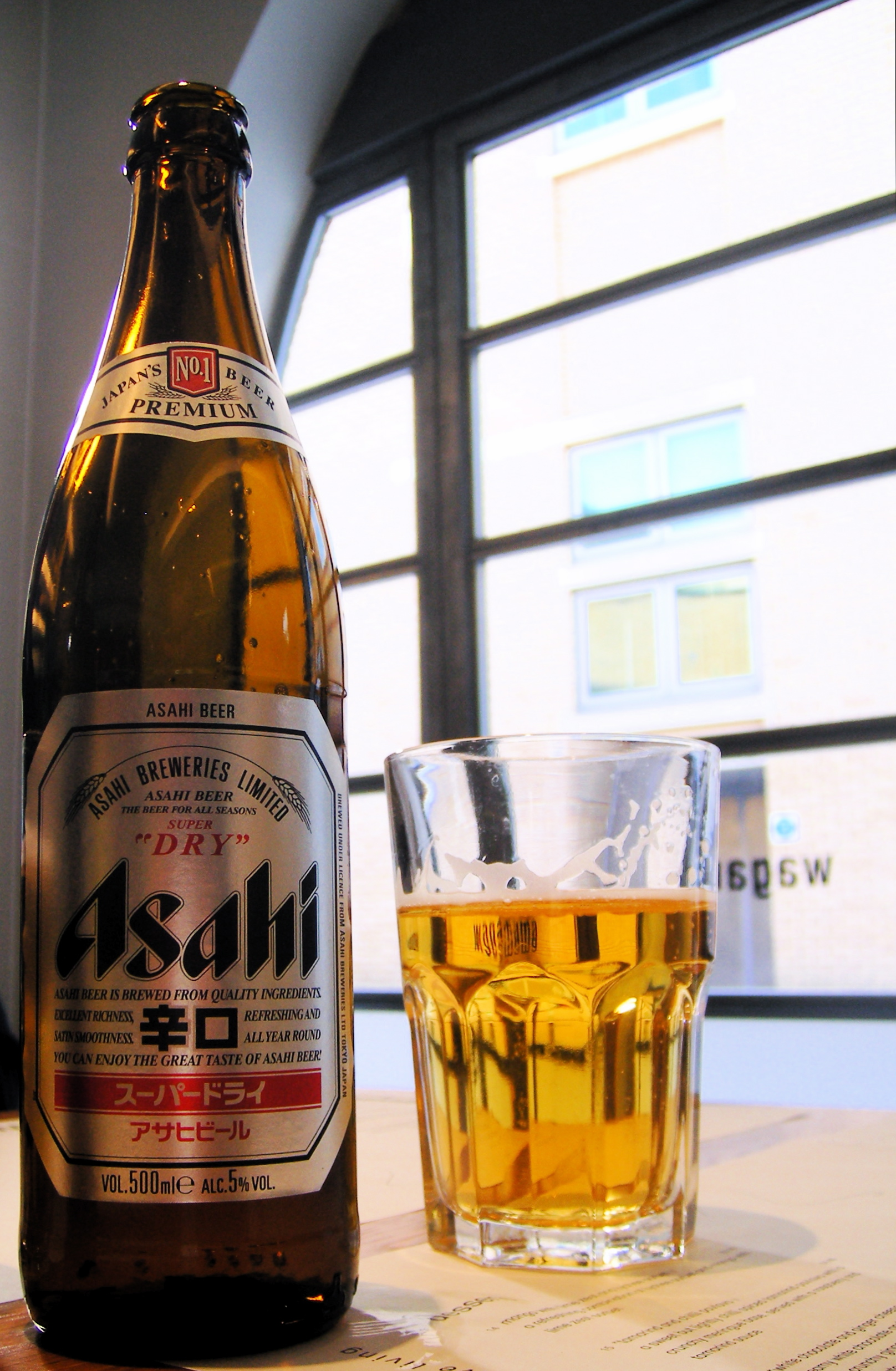
Asahi
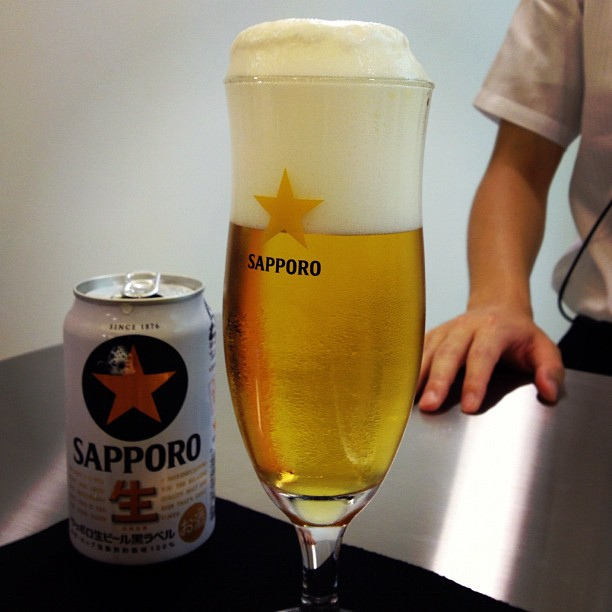
Sapporo
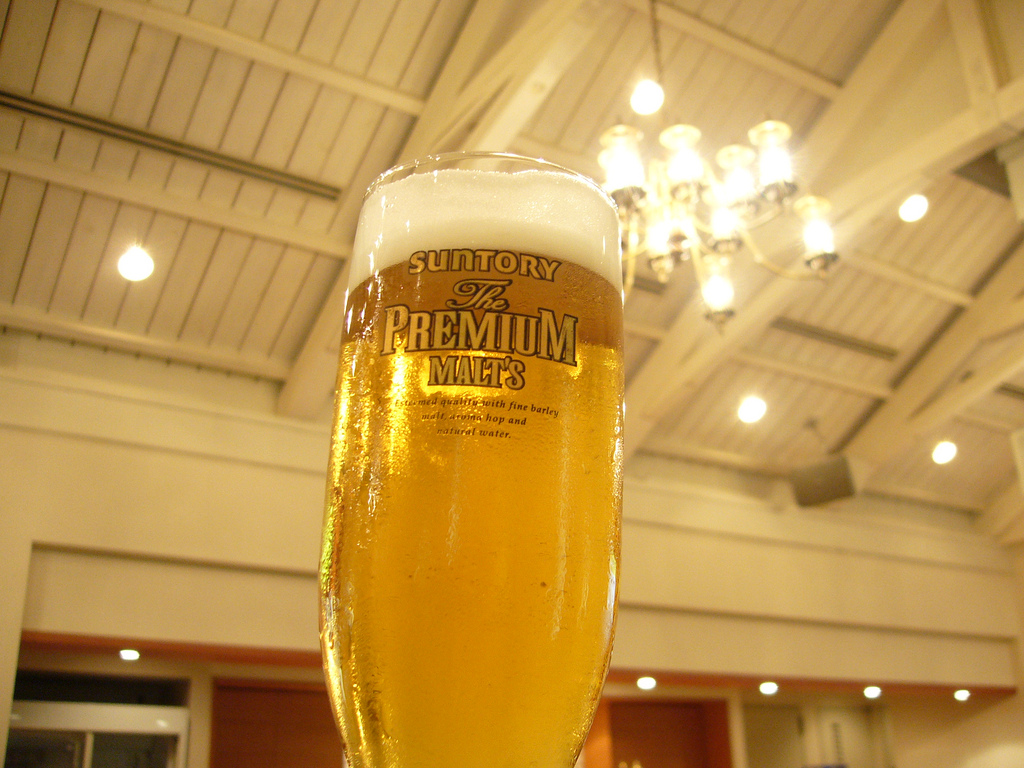
Suntory
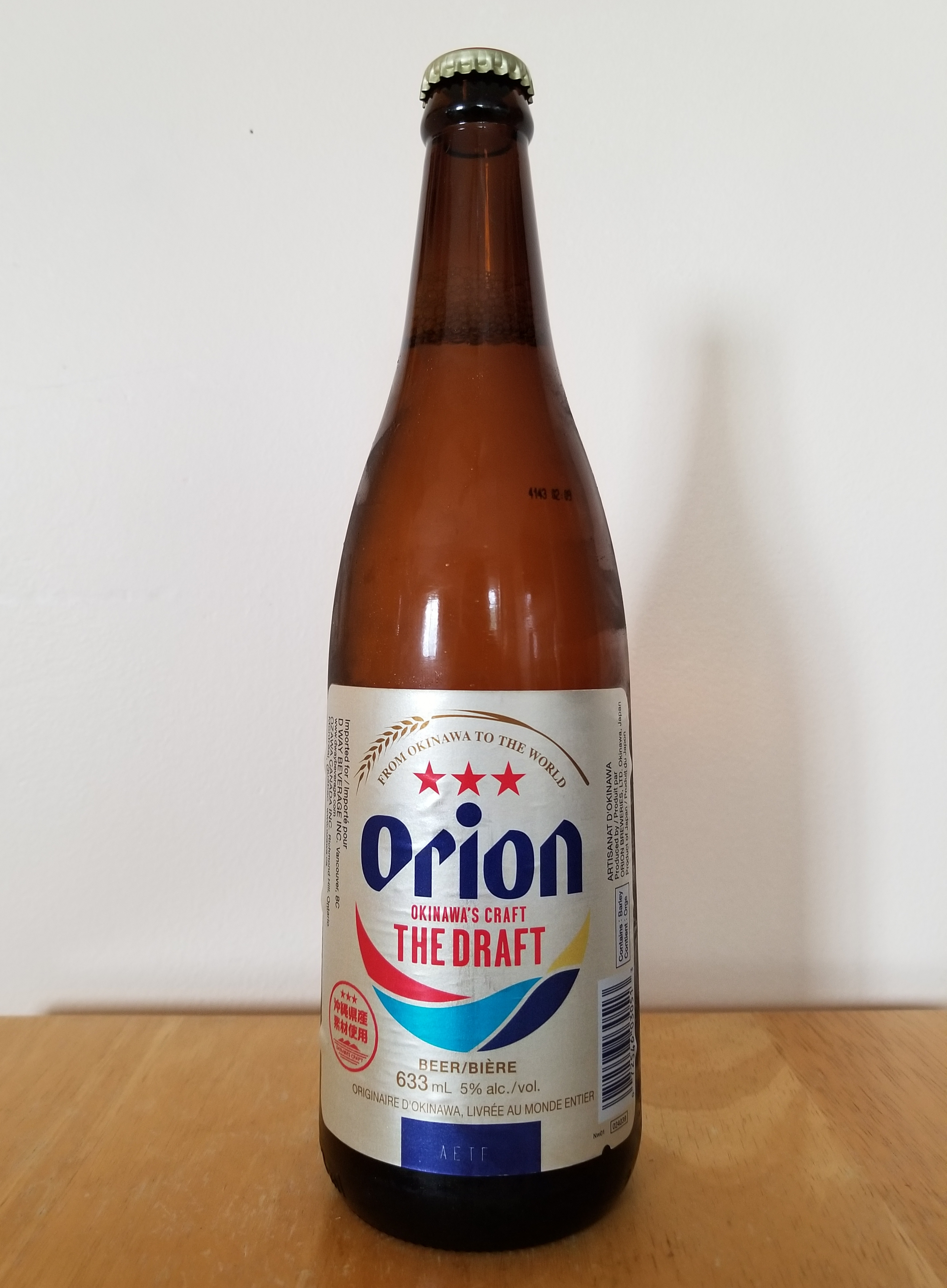
Orion

1967年（昭和42年）、新技術（精密濾過機を使用し熱処理を行わず酵母菌を除去）を用いた生ビール、サントリー「純生」が発売されたが、生ビールの解釈（酵母菌の有無）を巡ってサントリーと競合他社が意見を対立させ、「生ビール論争」が発生した。この論争は1979年、公正取引委員会が生ビール、ドラフトビールの定義を（酵母菌の有無には関係無く）「熱処理をしないビール」と公示したことにより、結果的にサントリーの主張が認められた形で決着を迎えた。
1987年（昭和62年）に販売したアサヒスーパードライが多く売れ、日本国外では、中国、タイ、イギリス、チェコ、カナダで生産、販売されている。
この頃から暖房機能付きエアコンや石油ファンヒーター等、一般家庭における冬場の暖房設備の充実により、それまでの「夏はビール、冬は日本酒や焼酎」といったスタイルから、冬場でもビールが売れていくように変化していった。この現象はアイスクリームでも見られた。
1994年（平成6年）、酒税法が改正されて最低製造数量基準が緩和された。これにより、一気に全国各地で地ビールが醸造され始め、地ビールブームが再現された。
株式会社ヤッホーブルーイング(よなよなエール)やエチゴビール株式会社(エチゴビール)、木内酒造(常陸野ネストビール)、親正産業株式会社(猪苗代地ビール)、オホーツクビール株式会社(オホーツクビール)などのクラフトビールを製造する中小醸造企業は2023年時点で500社を超える。ただ、寡占5社が占めるシェアは依然大きく、2008年現在地ビール全体のビール業界におけるシェアは1%に満たない。
2005年、ザ・プレミアム・モルツがモンドセレクションを受賞し、これまでヱビスビールが圧倒的優位にあったプレミアムビール市場がにわかに活気づいた。

### 日本におけるビールの定義
日本には、ドイツのビール純粋令のような製造法に関した法律は無く、「酒税法」と「公正競争規約」にて定義されている。
- 酒税法3条12号[82]『ビール』次に掲げる酒類でアルコール分が20度未満のものをいう。
  - イ - 麦芽、ホップ及び水を原料として発酵させたもの
  - ロ - 麦芽、ホップ、水及び麦その他の政令で定める物品を原料として発酵させたもの（その原料中当該政令で定める物品の重量の合計が麦芽の重量の100分の50を超えないものに限る）。
- ビールの表示に関する公正競争規約2条[83]（内容は上記「酒税法」と同様）

分類は「公正競争規約」が定義する。
- ビールの表示に関する公正競争規約4条[83]
  - ラガービール - 貯蔵工程で熟成させたビール
  - 生ビール・ドラフトビール - 熱による処理（パストリゼーション）をしないビール
  - 黒ビール・ブラックビール - 濃色の麦芽を原料の一部に用いた色の濃いビール
  - スタウト - 濃色の麦芽を原料の一部に用い、色が濃く、香味の特に強いビール

### 日本での飲まれ方
日本では、ビール自体が高級品扱いの時代が長期間続いていたが、昭和30〜40年代に高度経済成長が進展するに連れて大衆化が進み、庶民が飲む一般的な酒へと変移した。
日本では、しっかり冷やしてコップやジョッキに注いでそのまま飲むのが一般的であり、夏場になると消費量が増大する。日本の多くの料理店・居酒屋では、5社（事実上はキリン、アサヒ、サッポロ、サントリー4社）のうち1社（沖縄県では通常はオリオン）のビールが供された。そのため、「三菱系企業の社員はキリンの出る店でしか飲まない」「サッポロ（あるいはサントリー）の出る店は少ないので、三井系企業の接待の店選びは困る」など、企業グループとビール銘柄に関する噂もまことしやかに語られた。ホテルなどでの企業関係者の会合といった、大人数の集まるイベントなどでは、企業グループによって提供するビールのメーカーを変える（三菱系＝キリン、芙蓉系＝サッポロ、住友系＝アサヒ、三和系＝サントリー。ちなみに三井系はサッポロかサントリーのどちらか）ことも多い。また一部の宿泊施設では、部屋付きの冷蔵庫のビールにも同様なことを行っているところもある（ただ、2000年頃から、旧財閥といった従来的な企業グループを超えた企業再編も行われているため、当てはめにくくなっている可能性はある）。
日本のプロ野球では、公式戦や日本選手権シリーズで優勝したチームの監督・選手・コーチたちが、祝勝会でビールをかけ合う風習がある（→ビールかけ）。

## 類似の飲料
日本の酒税法では、麦芽又は麦を原料の一部とした発泡性の酒類（酒税法第3条第7号から第17号までに掲げる酒類及び麦芽又は麦を原料の一部としたアルコール含有物を蒸留したものを原料の一部としたものを除く）を「発泡酒」として定義している。このため、日本国外産の輸入ビールの中にはこの基準に合致しないために、本国ではビールに分類されていても日本では発泡酒扱いとされる商品も存在する。麦を使用しない発泡性の酒類には「その他の醸造酒（発泡性）(1)」（旧法では「その他の雑酒(2)」）があり「第三のビール」と称するものがある。ビール、又は発泡酒に蒸留酒を組み合わせたものは「リキュール（発泡性）(1)」に属する。

### ビアテイスト飲料
「ノンアルコールビール」と呼ばれた「ビールテイスト飲料」は、運転をする者や大人たちがビールを飲んで祝い事をする時の子どもたちの飲み物としても販売されている。これらの中にはホップを含まない甘いものもある。以前は「ノンアルコールビール」と呼ばれたが、キリンフリーなど発酵していない商品を除いては、アルコール含有量はゼロではない。酒類に分類されるアルコール1%という基準を下回ってはいるが、たいていの商品はアルコール分を含んでいる。そのため、未成年者やアルコールに敏感な人の飲用や飲用後の運転は控えるよう呼びかけている。また飲食店や販売店においてはドライバーや未成年者への販売を拒否するケースも見られる。「ノンアルコール」という表現は誤解を招くという指摘もあり、日本の業界では名称を「ビアテイスト飲料」又は「ビールテイスト飲料」に改める動きが進んでいる。ホッピーはそれ自体はアルコール1%未満であるが、焼酎などの割り材とするのが一般的である。ルートビアは、ジンジャービアとも呼ばれるジンジャーエール似の飲料で、こどもびいるという飲料も販売されている。

## 関連項目

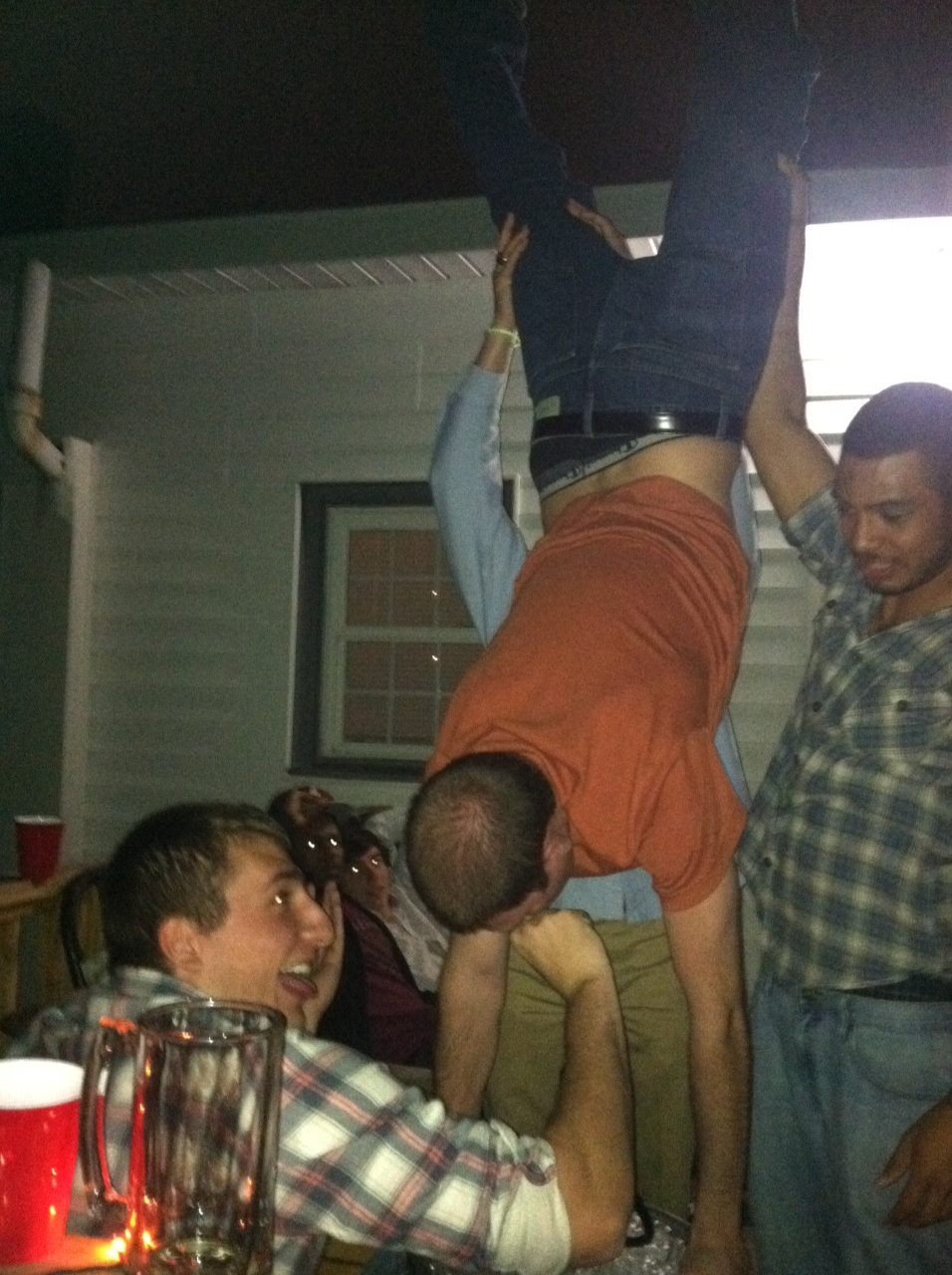
ケグ・スタンド